# انتخابات ریاست‌جمهوری ایالات متحده آمریکا (۲۰۲۰)
پنجاه و نهمین انتخابات ریاست‌جمهوری ایالات متحده آمریکا در ۳ نوامبر ۲۰۲۰ برابر با ۱۳ آبان ۱۳۹۹، برای انتخاب رئیس‌جمهور ایالات متحده آمریکا و معاون او، برگزار شد و با پیروزی نامزدان  حزب دموکرات، جو بایدن و کامالا هریس به پایان رسید.
این انتخابات، بیشترین میزان مشارکت در انتخابات‌های ریاست جمهوری از سال ۱۹۰۰ را داشت. همچنین بایدن و هریس با دریافت بیش از ۸۱ میلیون رای، بالاتر از باراک اوباما (۶۹٫۵ میلیون رای در انتخابات ۲۰۰۸)، صاحب رکورد بیشترین رای در تاریخ ایالات متحده شدند. دولت جو بایدن در تاریخ ۲۰ ژانویه ۲۰۲۱ کار خود را آغاز کرد.
این انتخابات یک انتخابات غیرمستقیم بود. رأی‌دهندگان، گزینندگان را انتخاب کردند؛ گزینندگان نیز در روز ۱۴ دسامبر ۲۰۲۰ رأی نهایی خود برای انتخاب جو بایدن، رئیس‌جمهور جدید، را به صندوق انداختند. دو حزب اصلی شرکت‌کننده در انتخابات، حزب دموکرات و حزب جمهوری‌خواه بودند. رئیس‌جمهور دونالد ترامپ از حزب جمهوری‌خواه متقاضی انتخاب مجدد برای دوره دوم در سال ۲۰۲۰ بود. او بدون روبرو شدن با یک رقیب جدی در رقابت‌های مقدماتی، توانست نامزدی حزب جمهوری‌خواه را مال خود کند. در سوی دیگر، جو بایدن قرار داشت. او با شکست‌دادن برنی سندرز که در رقابت‌های مقدماتی حزب دموکرات نزدیک‌ترین رقیبش بود، به عنوان نامزد دموکرات‌ها انتخاب شد. جو جورگنسن نامزد حزب لیبرترین و هووی هاوکینز نامزد حزب سبز بود. همزمان با این انتخابات، انتخابات مجلس نمایندگان و سنا نیز برگزار شد.

جو بایدن و دونالد ترامپ به ترتیب مسن‌ترین افراد تاریخ آمریکا هستند که توسط یک حزب بزرگ برای ریاست جمهوری نامزد شدند و بایدن به پیرترین رئیس‌جمهور تاریخ آمریکا تبدیل شد. نیز جفت انتخابی جو بایدن، کامالا هریس به اولین زن، اولین آفریقایی-آمریکایی و اولین آسیایی-آمریکایی تبدیل شد که به معاونت ریاست‌جمهوری ایالات متحده رسید. این نخستین انتخاباتی بود که هر دو نامزد اصلی بیش از ۷۰ سال سن داشتند. با پیروزی بایدن، برای نخستین مرتبه از سال ۱۹۹۲ یک رئیس‌جمهور بعد از تنها یک دوره ریاست‌جمهوری مجبور به ترک کاخ سفید شد. همچنین بایدن به چهارمین معاون رئیس جمهور سابق تبدیل شد که پس از سال ۱۹۴۸ برندهٔ انتخابات ریاست‌جمهوری می‌شود.

## پیش‌زمینه

### نحوه برگزاری
مطابق اصل دوم قانون اساسی ایالات متحده آمریکا، شخص برای اینکه رئیس‌جمهور شود باید متولد ایالات متحده باشد، حداقل ۳۵ سال داشته باشد و دست‌کم ۱۴ سال در این کشور زندگی کرده باشد. نامزدهای ریاست جمهوری معمولاً در احزاب سیاسی مختلف آمریکا کاندید می‌شوند و آن حزب نیز به شیوه‌ای مشخص (مانند انتخابات مقدماتی) شخصی را که بهترین گزینه می‌داند، به عنوان نامزد خود معرفی می‌کند. انتخابات مقدماتی معمولاً به صورت غیرمستقیم برگزار می‌شود. بدین صورت که رای‌دهندگان به فهرستی از نمایندگان حزبی که به یک کاندید خاص متعهد شده‌اند، رای می‌دهند. سپس، نمایندگان به صورت رسمی یک نامزد را انتخاب می‌کنند تا از جانب حزب در انتخابات شرکت کند. نامزد ریاست جمهوری معمولاً برای خود یک جفت انتخابی برمی‌گزیند که سپس در کنوانسیون حزب توسط نمایندگان تأیید می‌شود (این شامل حزب لیبرترین که نمایندگان نامزد معاون رئیس‌جمهور را با رای‌گیری و مستقل از نامزد ریاست جمهوری انتخاب می‌کنند، نمی‌شود). انتخابات ریاست‌جمهوری که در نوامبر برگزار شد هم یک انتخابات غیرمستقیم بود. در آن انتخابات نیز رای‌دهندگان به فهرستی از کاندیداهای مجمع گزینندگان (به انگلیسی: Electoral College) رای خواهند داد؛ گزینندگان سپس به صورت مستقیم رئیس‌جمهور و معاونش را انتخاب خواهند کرد. در صورتی که هیچ نامزدی نتواند ۲۷۰ رای الکترال که حداقل رای مورد نیاز جهت پیروزی در انتخابات است را کسب کند، مجلس نمایندگان از بین ۳ نامزدی که بیشترین رای الکترال را کسب کرده‌اند، یکی را به ریاست جمهوری برخواهد داشت. معاون رئیس‌جمهور را نیز مجلس سنا از میان دو نامزدی که بیشترین رای الکترال را داشته‌اند، انتخاب خواهد کرد. انتخابات ریاست جمهوری همزمان با انتخابات مجلسین (نمایندگان و سنا) و دیگر انتخابات‌های ایالتی و محلی برگزار شد.
در ۲۶ اوت ۲۰۱۹، قوه مقننه ایالت مین لایحه‌ای را به تصویب رساند که بر مبنای آن، از شیوه رای بدیل برای انتخابات مقدماتی و انتخابات اصلی ریاست‌جمهوری در ایالت مذکور استفاده شود. در ششم سپتامبر ۲۰۱۹، جنت میلز فرماندار ایالت مین تصمیم گرفت اجازه دهد لایحه بدون امضا توسط فرماندار به قانون تبدیل شود؛ نتیجتاً، به جریان افتادن این قانون تا پس از انتخابات مقدماتی حزب دموکرات در مارس به تأخیر افتاد اما به هر صورت مین تبدیل به اولین ایالتی شد که برای انتخابات اصلی ریاست جمهوری از شیوه رای بدیل استفاده کرد. در آن زمان پیش‌بینی می‌شد این تصمیم سبب شود اعلام برنده(های) آرای الکترال ایالت تا چند روز پس از پایان انتخابات اصلی طول بکشد و محاسبه رای‌های مردمی هم پیچیده شود.
متمم بیست و دوم قانون اساسی ایالات متحده آمریکا ذکر می‌کند هیچ شخصی نمی‌تواند بیش از دو مرتبه به ریاست‌جمهوری انتخاب شود. نتیجتاً، بیل کلینتون، جرج دابلیو بوش و باراک اوباما شانسی برای رئیس‌جمهور شدن ندارند. جیمی کارتر، از آنجا که فقط یک دوره رئیس‌جمهور بوده، به لحاظ قانونی منعی برای انتخاب مجدد ندارد. با این حال او با ذکر اینکه «در ۹۵ سالگی دیگر شدنی نیست» احتمال کاندید شدن خود را رد کرد.

### استیضاح ترامپ
در ۱۸ دسامبر ۲۰۱۹، مجلس نمایندگان ایالات متحده آمریکا بنا به دو دلیل (سوء استفاده از قدرت و تحقیر کنگره) رای به استیضاح دونالد ترامپ داد. دادگاه ترامپ به تاریخ ۲۱ ژانویه ۲۰۲۰ در مجلس سنا آغاز شد و در ۵ فوریه به پایان رسید. نتیجه آن دادگاه، تبرئه رئیس‌جمهور بود.
این اولین بار در تاریخ است که رئیس‌جمهوری در دوره اول ریاست جمهوری خود استیضاح می‌شود و در انتخابات پیش‌رو نیز برای دور دوم شرکت می‌کند. ترامپ در جریان پروسه استیضاح هم گردهمایی‌های انتخاباتی خود را ادامه داد. همچنین، این اولین بار از زمان ایجاد سازوکار انتخابات مقدماتی به شیوه فعلی در ۱۹۱۱ است که یک رئیس‌جمهور درحالی که انتخابات مقدماتی در پیش است، استیضاح می‌شود. پروسه استیضاح با کارزارهای انتخابات مقدماتی همزمان شد؛ نتیجتاً سناتورهایی که برای انتخابات ریاست جمهوری از حزب دموکرات نامزد شده بودند مجبور شدند چند روز قبل و بعد از انتخابات مقدماتی آیووا در واشینگتن بمانند.

### انتخابات‌های همزمان
انتخابات ریاست‌جمهوری همزمان با انتخابات‌های مجلسین (نمایندگان و سنا) انجام شد. همچنین در چند ایالت هم قرار است برای انتخاب فرماندار و نمایندگان قوه مقننه ایالتی، انتخابات برگزار شود. پس از انتخابات، مجلس نمایندگان کرسی‌های نمایندگی را مطابق سرشماری ۲۰۲۰ ایالات متحده میان ۵۰ ایالت تقسیم خواهد کرد و ایالات نیز حوزه‌های کنگره و انتخابیه قوه مقننه محلی را از نو تنظیم خواهند کرد. در بیشتر ایالات فرماندار و قوه مقننه آن ایالت این وظیفه را به دوش خواهند داشت و معمولاً حزبی که انتخابات ریاست‌جمهوری را پیروز شده‌است دچار «اثر دنباله کت» می‌شود که پیامد آن پیروزی دیگر نامزدهای آن حزب در سایر انتخابات است.

### دخالت خارجی
مقامات آمریکایی چین، روسیه و ایران را متهم کرده‌اند که قصد دارند بر نتیجه انتخابات ۲۰۲۰ آمریکا تأثیر بگذارند. در ۴ اکتبر ۲۰۱۹، مایکروسافت اعلام کرد گروهی از هکرها با نام Phosphorus که احتمال ارتباطشان با حکومت ایران می‌رود تلاش کرده‌اند به حساب‌های ایمیل متعلق خبرنگاران، مقامات دولت آمریکا و کارزار انتخاباتی یک نامزد ورود کنند. صدای آمریکا در آوریل ۲۰۲۰ گزارش کرد «محققان امنیت اینترنت می‌گویند نشانه‌هایی از حملات اصطلاحاً فیشینگ نیزه‌ای از سوی هکرهای مرتبط با چین علیه اهداف سیاسی آمریکایی پیش از انتخابات ۲۰۲۰ وجود دارد.»
در ۱۳ فوریه ۲۰۲۰، مقامات اطلاعاتی آمریکا به اعضای کمیته اطلاعاتی مجلس نمایندگان خبر دادند که روسیه در تلاش است در انتخابات ۲۰۲۰ به سود دونالد ترامپ دخالت کند. در ۲۱ فوریه، واشینگتن پست بنا به گفته مقامات آمریکایی که نام خود را فاش نکرده‌اند، گزارش داد روسیه اقدام به دخالت در انتخابات مقدماتی حزب دموکرات به سود برنی سندرز کرده‌است. سندرز بیانیه‌ای صادر کرد و گفت «صادقانه بگویم، من اهمیتی نمی‌دهم پوتین می‌خواهد چه کسی رئیس‌جمهور شود. پیام من به پوتین واضح است: از انتخابات آمریکا فاصله بگیر و [اگر پیروز شوم] به عنوان رئیس‌جمهور مطمئن خواهم شد چنین خواهی کرد.» سندرز تأیید کرد مقامات آمریکایی یک ماه قبل از آن به کارزار او دربارهٔ دخالت روس‌ها اطلاع داده‌اند. نیویورک تایمز هم از دخالت روسیه در انتخابات آمریکا به سود دونالد ترامپ خبر داد. چین و ایران قصد دخالت در انتخابات به سود جو بایدن را دارند.
در ۲۱ اکتبر، حداقل در ۴ ایالت ایمیل‌های تهدیدآمیزی به دموکرات‌ها ارسال شد. اداره‌کننده اطلاعات ملی آمریکا جان رتکلیف اعلام کرد این ایمیل‌ها توسط جمهوری اسلامی ارسال شده‌است. او اضافه کرد که مشخص شده‌است جمهوری اسلامی و روسیه اطلاعات رای‌دهندگان آمریکایی را، احتمالاً با استفاده از پایگاه‌های داده عمومی، به دست آورده‌اند. رتکلیف همچنین گفت که هر نهاد خارجی می‌تواند از این اطلاعات با اهدافی چون ایجاد سردرگمی یا ایجاد بی‌اعتمادی نسبت به دموکراسی آمریکایی استفاده کند. سخنگوی وزارت خارجه جمهوری اسلامی این اتهامات را تکذیب کرد.

### ارسال پیامک به شهروندان ایران و روسیه
برخی از ایرانیان در نیمه مرداد ۱۳۹۹، تصویری از پیامکی را در شبکه‌های اجتماعی منتشر کردند که وعده می‌داد واشینگتن در ازای دریافت اطلاعاتی دربارهٔ دخالت خارجی علیه انتخابات آمریکا پاداشی تا ۱۰ میلیون دلار می‌دهد.
مدتی بعد در روز جمعه ۱۷ مرداد ۱۳۹۹، وزارت خارجه ایالات متحده تأیید کرد که پیامک‌های ارسالی برای شماری از مشترکان تلفن همراه در ایران و روسیه از طریق این وزارتخانه ارسال شده‌است. یکی از سخنگوهای وزارت خارجه ایالات متحده در ایمیلی به رویترز توضیح داد که هدف از این پیامک آگاهی بخشی در سطح جهان نسبت به تهدیدهای سایبری علیه انتخابات پیش رو در آمریکا و پاداش مقابله با آن بوده‌است. این ایمیل می‌گوید که پیامک‌ها بخشی از یک کمپین در سراسر جهان و به زبان‌های مختلف است.
وزارت خارجه آمریکا صفحه‌ای را در توییتر به زبان فارسی گشود که به «مجرمان سایبری» هشدار می‌دهد ایالات متحده برای دریافت اطلاعات در مورد دخالت‌های خارجی در انتخابات این کشور حداکثر ۱۰ میلیون دلار پاداش می‌دهد. این توییت حاوی یک آدرس تلگرام و شماره تلفنی برای ارسال اطلاعات مربوط از طریق اپلیکیشن‌های واتس‌اپ و سیگنال است. ماریا زاخارووا، سخنگوی وزارت خارجه روسیه در فیسبوک نوشت که حالا وبسایت وزارت خارجه آمریکا پیام‌های بی‌شماری در تقبیح این کار دریافت خواهد کرد.

### ویروس کرونا
رویدادهای متعددی مربوط به انتخابات ریاست جمهوری ۲۰۲۰ به دلیل شیوع ویروس کرونا در ایالات متحده به تعویق افتاده‌اند یا دستخوش تغییر شده‌اند. در دهم مارس، پس از انتخابات مقدماتی در شش ایالت، جو بایدن و برنی سندرز، نامزدهای حزب دموکرات، کمپین‌های شبانهٔ خود را به حالت تعلیق درآوردند و کمپین‌های انتخاباتی حضوری را متوقف کردند. در ۱۲ مارس، ترامپ اعلام کرد برنامه دارد کارزارهای پیش‌روی خود را عقب بیندازد. یازدهمین مناظره دموکرات‌ها در روز ۱۵ مارس بدون حضور تماشاگران در استودیوی سی‌ان‌ان در واشینگتن دی.سی. برگزار شد. چندین ایالت نظیر جرجیا، کنتاکی، لوئیزیانا، اوهایو و مریلند نیز انتخابات مقدماتی را به تاریخ دیگری موکول کردند. تا ۲۴ مارس، همهٔ نامزدهای احزاب بزرگ کمپین‌های حضوری خود را کنسل کرده‌اند. بنا به گفته تحلیل‌گران سیاسی، همزمانی توقف شیوه‌های سنتی تبلیغ‌های انتخاباتی با تأثیرات شیوع ویروس کرونا بر آمریکا ممکن است اثرات غیرقابل پیش‌بینی بر رأی‌دهندگان و احتمالاً شیوهٔ برگزاری انتخابات بگذارد.
بستهٔ ۲٫۲ تریلیون دلاری که جهت حمایت از اقتصاد آمریکا در برابر تأثیرات شیوع کرونا به جریان افتاد، شامل بودجه‌ای برای ایالت‌ها نیز بود تا صرف انتخابات پستی شود. کمپین ترامپ شدیداً با این شیوهٔ انتخاباتی مخالفت و آن را زمینه‌ساز تقلب گسترده در انتخابات اعلام کرده‌است. چندین سازمان رسانه‌ای این ادعا و احتمال تقلب را رد کرده‌اند.
جواب دولت ترامپ به تأثیرات شیوع کرونا در کنار مواضع دموکرات‌ها و جمهوری‌خواهان کنگره در ربط با بستهٔ حمایتی از اقتصاد از مهم‌ترین مسائل کمپین‌های هر دو حزب بوده‌است. شیوع این ویروس در ایالات متحده و تدابیر اتخاذ شده توسط دولت‌های ایالتی نظیر در خانه ماندن و فاصله‌گذاری اجتماعی باعث شده هیچ‌کدام از کاندیداها نتوانند کمپین‌ها و گردهمایی‌های عمومی خود را برگزار کنند. در نتیجه، در کنفرانس روزانهٔ کاخ سفید در رابطه با ویروس کرونا در ماه آوریل، ترامپ در ویدیویی تبلیغ-مانند، از خود بابت واکنش به موقع دولتش به شیوع ویروس تعریف کرد و به مخالفانش و رسانه‌های «فیک نیوز» تاخت. بنا به گفتهٔ ترامپ، این رسانه‌ها بودند که در مراحل اولیهٔ شیوع ویروس تأثیرات آن را کوچک‌نمایی می‌کردند. این‌ها سبب شد برخی از تحلیل‌گران و رسانه‌ها ترامپ را متهم کنند که از کنفرانس کاخ سفید به جای کمپین انتخاباتی استفاده می‌کند و قصد دارد از آن بهره‌برداری سیاسی کند.
در ۲۰ ژوئن، ضمن ادامهٔ نگرانی‌ها در ربط با ویروس کرونا، دادگاه عالی اکلاهما طی حکمی به ترامپ اجازه داد گردهمایی خود را در تالسا در مرکز بانک اکلاهما برگزار کند. ابتدا قرار بود این گردهمایی در ۱۹ ژوئن انجام شود اما به دلیل تعطیلی جونتینت به تعویق افتاد. شرکت‌کنندگان در این گردهمایی به‌طور قابل توجهی از حد انتظار کمتر بودند و این شکستی برای ترامپ به حساب آورده شد. البته ۷٫۷ میلیون نفر آن را به صورت تلویزیونی تماشا کردند که رکوردی برای فاکس نیوز به‌شمار می‌آید.
در تاریخ ۲ اکتبر ۲۰۲۰، دونالد و ملانیا ترامپ، بعد از آزمایش مثبت مشاور ارشد رئیس‌جمهور هوپ هیکس، اعلام کردند که آزمایششان برای کروناویروس سندرم حاد تنفسی ۲ مثبت اعلام شده‌است. رئیس‌جمهور و بانوی اول بلافاصله وارد قرنطینه شدند که این امر مانع برپایی گردهمایی‌های انتخاباتی از سوی ترامپ شده‌است. همان روز، رئیس‌جمهور به دلیل تب خفیف در مرکز پزشکی نظامی ملی والتر رید بستری شد تا پروسه درمانش را ادامه دهد. دبیر مطبوعاتی کاخ سفید کیلی مک‌اننی گفت: «به دلیل احتیاط فراوان و به توصیه پزشک او و دیگر متخصصان، رئیس‌جمهور در چند روز آینده از دفتری در مرکز والتر رید به کار خود ادامه خواهد داد.» ابتلای ترامپ به این ویروس تنها دو روز پس از آن‌که او به همراه جو بایدن در اولین مناظره ریاست‌جمهوری شرکت کرده بود، تشخیص داده شد. این سبب ایجاد نگرانی‌هایی در رابطه با احتمال ابتلای بایدن به ویروس کرونا از طریق ترامپ، شد. با این حال، بایدن اعلام کرد نتیجه آزمایشش منفی بوده‌است.
صاحب نظران ابتلای ترامپ به ویروس کرونا را باعث تأثیر منفی بر کمپین او به‌شمار می‌آورند. ابتلای ترامپ باعث معطوف‌شدن دوباره توجهات عمومی به دنیاگیری این ویروس در ایالات متحده، موضوعی که ترامپ در قبال آن مسئول دانسته می‌شود، شده‌است. در قرنطینه‌بودن همچنین بدان معناست که ترامپ نمی‌تواند در گردهمایی‌های انتخاباتی که بخش مهمی از کمپینش را تشکیل می‌دهند، شرکت کند. علی‌رغم ابتلای ترامپ به ویروس کرونا، جو بایدن کمپین خودش را متوقف اعلام نکرد اما کمپین او به صورت موقت پخش آگهی علیه ترامپ را به حالت تعلیق درآورده‌است.

### درخواست تأخیر در برگزاری
|                  | دونالد ترامپ | توییتر |
| @realDonaldTrump |              |        |

             با رأی‌گیری همگانی از طریق پست (و نه رأی‌گیری غیابی که امر خوبی است)، ۲۰۲۰ تبدیل به غیردقیق‌ترین و پرتقلب‌ترین انتخابات تاریخ خواهد شد. این مایه خجالت ایالات متحده خواهد بود. انتخابات را به تأخیر بیندازیم تا مردم بتوانند به‌درستی، با اطمینان و با امنیت رأی بدهند؟
         

        ۳۰ ژوئیه ۲۰۲۰

در آوریل ۲۰۲۰، بایدن احتمال داد ترامپ تلاش کند تا انتخابات با تأخیر برگزار شود و گفت ترامپ «سعی خواهد کرد به شیوه‌ای انتخابات را عقب بیندازد، دلیلی بتراشد که چرا نمی‌شود آن را برگزار کرد.» پیشگویی بایدن در ۳۰ ژوئیه ۲۰۲۰ (۹ مرداد ۱۳۹۹) به حقیقت پیوست و دونالد ترامپ، برای نخستین بار خواستار تأخیر در برگزاری انتخابات ریاست جمهوری این کشور شد. او در یک پیام توئیتری نوشت که رای‌گیری پستی می‌تواند منجر به غیردقیق‌ترین و پرتقلب‌ترین انتخابات تاریخ آمریکا بشود و پیشنهاد داد انتخابات تا زمانی که امکان برگزاری حضور آن فراهم شود عقب انداخته شود. پیشنهاد او با واکنش‌های منفی روبرو شد و کارشناسان یادآوری کردند که تنها کنگره می‌تواند در این مورد تصمیم بگیرد. پیت بوتجج، از نامزدهای سابق دمکرات برای ریاست‌جمهوری امسال ایالات متحده در توئیتی نوشت که «ایالات متحده در جریان جنگ داخلی هم انتخابات برگزار کرد و ما ۹۶ روز دیگر چنین خواهیم کرد.». سناتور لیندسی گراهام، به گفته یکی از خبرنگاران، نیز در واکنش به پرسشی مربوط به درخواست ترامپ برای تأخیر در برگزاری انتخابات گفت «فکر نمی‌کنم ایده خیلی خوبی باشد.». همچنین بن کاردین، سناتور ایالات مریلند از حزب دمکرات نیز در توئیتی دونالد ترامپ را متهم کرده که «حکومت قانون را درک نمی‌کند.»

### احتمال نپذیرفتن نتیجه انتخابات
مطبوعات مقالات زیادی حاوی گمانه‌زنی‌هایی مبنی بر احتمال نپذیرفتن نتیجه نهایی انتخابات از سوی دونالد ترامپ به چاپ رساندند؛ این احتمالات از آنجا سرچشمه می‌گیرد که ترامپ شانس تقلب علیه خود را پیش کشیده‌است و عنوان کرده‌است که شکست انتخاباتی را نخواهد پذیرفت. کاخ سفید ادعای مطرح شده از سوی رسانه‌ها را رد کرد اما خود ترامپ واکنش‌های مختلفی داشته‌است. در مصاحبه‌ای با فاکس نیوز به تاریخ ۵ ژوئن ۲۰۲۰، او متذکر شد «قطعاً اگر نبرم، نبرده‌ام» اما در ۱۹ ژوئیه از دادن پاسخ قطعی دربارهٔ پذیرفتن نتیجه نهایی سر باز زد؛ او در پاسخ به مجری فاکس نیوز کریس والاس در این رابطه گفت: «باید ببینم. همینطوری نمی‌گویم که خواهم پذیرفت یا نخواهم پذیرفت.» در ۱۷ اوت، ترامپ در یک گردهمایی انتخاباتی گفت که «تنها در شرایطی در این انتخابات شکست می‌خوریم که تقلب شود.» او همین حرف را در کنوانسیون ملی جمهوری‌خواهان هم تکرار کرد. ترامپ در ۱۹ سپتامبر، در یک گردهمایی انتخاباتی در کارولینای شمالی گفت که «نمی‌توانم اجازه دهم [بایدن] رئیس‌جمهورتان شود. شاید با یک فرمان اجرایی اجازه ندهم که رئیس‌جمهور شما شود.»
در ۲۳ سپتامبر ۲۰۲۰، ترامپ دوباره از ذکر صریح اینکه در صورت شکست قدرت را به صورت مسالمت‌آمیز به دولت جدید انتقال خواهد داد، طفره رفت. جمهوری‌خواهان کنگره تأکید کرده‌اند که اگر ترامپ در انتخابات شکست بخورد، قدرت به صورت مسالمت‌آمیزی به دولت بایدن انتقال پیدا خواهد کرد اما توضیح نداده‌اند که در صورت سر باززدن ترامپ از تحویل قدرت، چگونه چنین چیزی را در ضمانت خواهند کرد. ترامپ همچنین متذکر شده‌است که او انتظار دارد دیوان عالی دربارهٔ انتخابات تصمیم بگیرد و به همین دلیل، می‌خواهد که محافظه‌کاران در دیوان عالی اکثریت را تشکیل دهند و قصد دارد تا قبل از برگزاری انتخابات در نوامبر، جانشین روث بیدر گینزبرگ را مشخص کند.

### رای‌دهی پستی
رواج شیوه رای‌دهی پستی در ایالات متحده رو به افزایش است و در ۲۰۱۶ و ۲۰۱۸، بیست و پنج درصد رای‌دهندگان از این شیوه برای به صندوق انداختن آرا خود استفاده کردند. شیوع ویروس کرونا در سال ۲۰۲۰ باعث شده‌است پیش‌بینی شود که استفاده این شیوه به دلیل جلوگیری از شیوع بیماری در حوزه‌های رای‌گیری، با افزایش عظیمی مواجه شود. برای انتخابات ۲۰۲۰، یک تحلیل ایالت-به-ایالت نشان داد ۷۶٪ آمریکایی‌ها می‌توانند از این شیوه برای رای دادن استفاده کنند. بر اساس این تحلیل، ۸۰ میلیون نفر می‌توانند در ۲۰۲۰ به شیوع پستی رای دهند - که دو برابر سال ۲۰۱۶ است. در ژوئیه ۲۰۲۰، سرویس پست ایالات متحده نامه‌ای به چندی از ایالت‌ها ارسال کرد مبنی بر اینکه این سرویس نمی‌تواند نیازهای ایالات برای رای‌گیری لحظه آخری را مرتفع سازد. علاوه بر تعداد بالای رای‌هایی که از طریق پست داده خواهد شد، این موضوع به اقدامات رئیس پست جدید آمریکا لوئیز دوجوی، نظیر ممنوع کردن سفر اضافه یا اضافه‌کاری جهت تحویل نامه‌ها، نیز مربوط است. در ۱۸ اوت، زمانی که مجلس نمایندگان تشکیل جلسه داد تا به تعلیق اقدامات دوجوی رای دهد، او اعلام کرد که انجام اصلاحات را به بعد از انتخابات نوامبر موکول خواهد کرد.
مجلس نمایندگان رای به تخصیص بودجه‌ای ۲۵ میلیارد دلاری اضطراری به سازمان پست داد تا حجم عظیم آرای پستی مدیریت شود. علی‌رغم این، دونالد ترامپ به کرات علیه شیوه رای‌دهی پستی اظهار نظر کرده‌است؛ حتی با وجود اینکه خود در فلوریدا به شیوه پستی که نوعی رای‌دهی غیابی است، رای خواهد داد. ترامپ با تمایز قائل شدن بین «رای‌دهی پستی» و «رای‌دهی غیابی» از این عمل خود دفاع کرده‌است. او معتقد است که رای‌دهی پستی مسبب تقلب عظیم انتخاباتی خواهد شد، هرچند هیچ مدرکی در این رابطه وجود ندارد. در اوت ۲۰۲۰، ترامپ تصدیق کرد که سازمان پست جهت مدیریت رای‌دهی پستی به بودجه اضافی نیاز دارد اما اعلام کرد که او مانع از هرگونه تخصیص بوده به آن خواهد شد زیرا قصد دارد مانع از افزایش آمار آرا پستی شود.

## نامزدها

### حزب جمهوری‌خواه
نتیجه انتخابات مقدماتی حزبی که با شرکت رئیس‌جمهور درحال خدمت برگزار می‌شوند، معمولاً از پیش مشخص است. انتخابات مقدماتی حزب جمهوری‌خواه ۲۰۲۰ نیز استثنا نبود؛ دونالد ترامپ که برای دومین دوره ریاست‌جمهوری خود نامزد شده‌است، بدون مواجه‌شدن با چالش مهمی نامزد نهایی حزب خود شد و کمیته ملی حزب جمهوری‌خواه نیز در ۲۵ ژانویه ۲۰۱۹ به صورت غیررسمی از نامزدی او حمایت کرد.
انتخابات مقدماتی جمهوری‌خواهان در چند ایالت به نشانه حمایت از دونالد ترامپ برگزار نشد. این ایالات دفعاتی که جرج اچ. دابلیو بوش و جرج دابلیو بوش برای دومین مرتبه نامزد ریاست‌جمهوری می‌شدند و چند کمیته ایالتی حزب جمهوری‌خواه برگزاری انتخابات مقدماتی خود را کنسل کردند، را یادآور شدند. جمهوری‌خواهان در ایالاتی چون نیویورک و هاوایی بلافاصله بعد از کنسل کردن برگزاری انتخابات مقدماتی، ترامپ را برنده آرا حزبی خود اعلام کردند و برخی دیگر چون نوادا برای انجام این کار تا برگزاری کنوانسیون ملی جمهوری‌خواهان صبر کردند. کمپین ترامپ همچنین ایالاتی که در ۲۰۱۶ از شیوه نمایندگی تناسبی برای انتخاب کاندید مورد نظر خود استفاده کردند، را تشویق می‌کرد در این دوره از شیوه «برنده همه را می‌برد» (یعنی همه آرای حزبی به کسی که بیشترین رای مردمی را کسب کرده برسد) یا «برنده بیشتر می‌برد» (یعنی کسی که مقدار مقرری از آرای مردمی را کسب کرده، همه آرای حزبی را تصاحب کند و در غیر این صورت میان نامزدها تقسیم شود) استفاده کنند.
با این اوصاف، گزارش‌هایی از اوت ۲۰۱۷ به این سو شروع به انتشار کرد مبنی بر اینکه جمهوری‌خواهان، به خصوص شاخه‌های میانه‌رو حزب مذکور، درحال آماده‌سازی خود برای برپایی یک «کمپین در سایه» علیه رئیس‌جمهور هستند. سناتور وقت آریزونا جان مک‌کین گفت «جمهوری‌خواهان در این رئیس‌جمهور، ضعف می‌بینند.» سناتورِ مین سوزان کالینز، سناتور کنتاکی رند پال و فرماندار سابق نیوجرسی کریس کریستی در ۲۰۱۷ شک خود مبنی بر انتخاب ترامپ برای انتخابات ۲۰۲۰ را ابراز کردند و کالینز گفت که «گفتنش خیلی سخت است.» جف فلیک در ۲۰۱۷ ادعا کرد ترامپ با شیوه حکومت خود، رقبا را برای انتخابات مقدماتی به چالش «دعوت» می‌کند. در مه ۲۰۱۸، استراتژیست سیاسی راجر استون پیش‌بینی کرد ترامپ تنها در صورتی که همه وعده‌های انتخاباتی ۲۰۱۶ خود مبنی بر «عالی کردن دوباره آمریکا» را برآورده سازد، برای دور دوم کاندید نخواهد شد.
فرماندار سابق ماساچوست ویلیام ولد در ۱۵ آوریل ۲۰۱۹ نامزدی خود برای انتخابات ۲۰۲۰ اعلام کرد و به اولین رقیب جدی ترامپ در انتخابات مقدماتی جمهوری‌خواهان تبدیل شد. ولد که در ۲۰۱۶ نامزد معاونت ریاست‌جمهوری از حزب لیبرترین بود، به دنبال دستیابی به هدف دور از دسترسی بود، زیرا ترامپ در حزب خود از محبوبیت زیادی برخودار است و نظرات ولد در ربط با مسائلی چون سقط جنین، کنترل اسلحه و ازدواج همجنس‌گرایان با دیدگاه‌های محافظه‌کارانه جمهوری‌خواهان تناقض دارد. راکی دا لا فوئنته نیز برای حضور در انتخابات اعلام آمادگی کرد اما توجهات زیادی به کمپین او جلب نشد.
نماینده سابق ایلینوی، جو والش، در ۲۵ اوت ۲۰۱۹ با اعلام اینکه «هرچه بتوانم انجام خواهم داد. نمی‌خواهم [ترامپ] برنده شود. کشور برنده‌شدن او را تاب نخواهد آورد. اگر موفق هم نشوم، به او رای نخواهم داد» از نامزدی خود خبر داد. والش که در انتخابات مقدماتی آیووا تنها ۱٪ آرا را به دست آورد، در ۷ فوریه ۲۰۲۰ کمپینش را به حالت تعلیق درآورد. او اعلام کرد «هیچ‌کس نمی‌تواند ترامپ را در انتخابات مقدماتی جمهوری‌خواهان شکست دهد» زیرا حزب جمهوری‌خواه «پرستنده» ترامپ است. بنا به والش، طرفداران ترامپ به پیروانی تبدیل شده‌اند که تصور می‌کنند او «نمی‌تواند کار اشتباهی انجام دهد.» به گفته والش، «آن‌ها نمی‌دانند حقیقت چیست و مهم‌تر از آن اهمیتی به حقیقت نمی‌دهند.» در ۸ سپتامبر ۲۰۱۹، نماینده و فرماندار سابق کارولینای جنوبی مارک سنفورد اعلام کرد به عنوان یک نامزد جمهوری‌خواه در انتخابات شرکت خواهد کرد اما ۶۵ روز بعد در ۱۲ نوامبر ۲۰۱۹، با مشاهده عدم کسب محبوبیت در میان اعضای حزب، انصراف داد.
کمپین انتخاباتی ترامپ اساساً بعد از پیروزی در انتخابات ۲۰۱۶ هم ادامه‌دار بوده‌است و صاحب‌نظران تاکتیک او مبنی بر ادامه گردهمایی‌های انتخاباتی در طول دوره ریاست‌جمهوری‌اش را «کمپین بی‌پایان» توصیف کرده‌اند. ترامپ حتی در ایالاتی نظیر کارولینای جنوبی و نوادا که انتخابات مقدماتی حزب جمهوری‌خواه خود را به نشانه حمایت از او کنسل کرده‌اند هم گردهمایی انتخاباتی برگزار کرد.
دونالد ترامپ همه انتخابات‌های مقدماتی که جمهوری‌خواهان برای این دوره برگزار کردند را برنده شد و در ۱۷ مارس ۲۰۲۰، بعد از اینکه آرای حزبی موردنیاز برای تبدیل‌شدن به نامزد نهایی حزب در کنوانسیون ملی جمهوری‌خواهان را کسب کرد، نامزد مقدر حزب خود شد. یک روز بعد، ولد کمپین خود را تعلیق کرد.

#### نامزد نهایی
| نامزدهای حزب جمهوری‌خواه برای انتخابات ۲۰۲۰             | نامزدهای حزب جمهوری‌خواه برای انتخابات ۲۰۲۰                  |
| دونالد ترامپ                                           | مایک پنس                                                    |
| ------------------------------------------------------ | ----------------------------------------------------------- |
| رئیس‌جمهور                                              | معاون رئیس‌جمهور                                             |
|                                                        |                                                             |
| چهل و پنجمین رئیس‌جمهور ایالات متحده آمریکا (۲۰۱۷–2021) | چهل و هشتمین معاون رئیس‌جمهور ایالات متحده آمریکا (۲۰۱۷–021) |
|                                                        |                                                             |

#### نامزدها
فهرست نامزدهایی که الف) شغل دولتی داشتند، ب) حداقل پنج نظرسنجی در سطح ملی از آن‌ها نام برده شد یا ج) توجه رسانه‌ها را جلب کردند.
| نامزدها در این جدول بر اساس تعداد آرا مرتب شده‌اند  |                                                                  |                                                    | |
| ویلیام ولد                                         | جو والش                                                          | راکی دا لا فوئنته                                  | مارک سنفورد |
|                                                    |                                                                  |                                                    | |
| فرماندار ماساچوست (۱۹۹۱–۱۹۹۷)                      | نماینده مجلس نمایندگان از حوزه انتخابیه هشتم ایلینوی (۲۰۱۱–۲۰۱۳) | بیزینس‌من و نامزد همیشگی                            | نماینده مجلس نمایندگان از حوزه انتخابیه اول کارولینای جنوبی (۱۹۹۵–۲۰۰۱، ۲۰۱۳–۲۰۱۹) فرماندار کارولینای جنوبی (۲۰۰۳–۲۰۱۱) |
|                                                    |                                                                  |                                                    | |
| انصراف در: ۱۸ مارس ۲۰۲۰ ۳۹۱٬۴۷۲ رای ۱ نماینده حزبی | انصراف در: ۷ فوریه ۲۰۲۰ ۱۶۹٬۷۱۳ رای                              | عضویت حزب دیگری را پذیرفت ۲۳ آوریل ۲۰۲۰ ۸۵٬۳۰۶ رای | انصراف در: ۱۲ نوامبر ۲۰۱۹ ۴٬۲۵۸ رای                                                                                     |
| [ ۱۳۶ ] [ ۱۳۷ ]                                    | [ ۱۳۸ ]                                                          | [ ۱۳۹ ]                                            | [ ۱۴۰ ] |

### حزب دموکرات
در اوت ۲۰۱۸، کمیته ملی دموکرات‌ها ابرنمایندهها را از رای دادن به کسی که صرفاً بیشترین رای مردمی را به دست آورده، منع کرد و این شیوه از انتخابات ۲۰۲۰ برای اولین بار به کار گرفته شد. نتیجتاً، یک کاندیدا نیاز دارد اکثریت آرا نمایندگان حزبی را به دست آورد تا به نامزد نهایی حزب در انتخابات ریاست‌جمهوری تبدیل شود. آخرین باری که چنین نشد، مربوط به کنوانسیون ملی حزب دموکرات در ۱۹۵۲ و نامزدی آدلای استیونسون دوم بود. همچنین، شش ایالت شیوه رأی بدیل را برای انتخابات مقدماتی در نظر گرفته‌اند: آلاسکا، هاوایی، کانزاس و وایومینگ برای همه رای‌دهندگان و آیوا و نوادا برای آرای غیابی.
بعد از شکست هیلاری کلینتون در انتخابات ۲۰۱۶، نظرها بر آن بود که حزب دموکرات بدون رهبر مانده‌است و میان دو جناح میانه‌گرای طرفدار کلینتون و جناح ترقی‌خواه طرفدار سندرز تقسیم شده‌است. در ۲۰۱۸، چند حوزه انتخابیه مجلس نمایندگان که دموکرات‌ها امید داشتند از جمهوری‌خواهان بازپس‌بگیرند، شاهد انتخابات مقدماتی مشاجره‌آمیزی بود که پلیتیکو آن را «جنگ داخلی دموکرات‌ها» توصیف کرد. در عین حال، دموکرات‌های مجلس سنا در ربط با شهریه کالج، نظام درمانی و مهاجرت سیاست‌های چپ‌گرایانه‌تری را اتخاذ کرده‌اند. علی‌رغم همه این‌ها، دموکرات‌ها در هدفشان که شکست دونالد ترامپ باشد، متحد هستند.
در انتخابات مقدماتی حزب دموکرات، ۲۹ نامزد برجسته کاندید شدند که رکورد جدیدی در تعداد کاندیداها در سیستم کنونی انتخابات مقدماتی ایالات متحده‌است و نسبت به رکورد قبلی (۱۷ نامزد برجسته در انتخابات مقدماتی ۲۰۱۶ حزب جمهوری‌خواه) افزایش زیادی داشته‌است. چند زن نیز خود را نامزد کردند که احتمال انتخاب یک زن توسط حزب دموکرات برای دومین دوره متوالی را افزایش داد.
تا زمان نخستین انتخابات مقدماتی که در فوریه در آیوا برگزار شد، تنها ۱۱ نفر از نامزدهای مطرح در رقابت باقی مانده بودند. پیت بودجج با اختلاف کمی در آیوا برنی سندرز را شکست داد و بعد سندرز در ۱۱ فوریه در نیوهمپشایر بودجج را مغلوب ساخت. بنت، پاتریک و یانگ تا زمان انتخابات مقدماتی نوادا در ۲۲ فوریه انصراف دادند و سندرز در آن ایالت هم پیروز شد. سپس جو بایدن در کارولینای جنوبی به پیروزی رسید. بعد از انتخابات در آن ایالت، بودجج، کلوبشار و استایر هم انصراف دادند. بعد از بعد از سه‌شنبه بزرگ به تاریخ سوم مارس، بلومبرگ و وارن نیز از رقابت خارج شدند تا تنها سه نفر باقی بمانند: سندرز و بایدن به عنوان رقبای اصلی و تولسی گبرد که آرای کمی به دست آورده بود. تولسی گبرد هم در ۱۷ مارس، بعد از انتخابات در آریزونا، فلوریدا و ایلینوی، انصراف داد و از بایدن حمایت کرد. سرانجام در هشتم آوریل ۲۰۲۰، سندرز هم کمپین خود را به حالت تعلیق درآورد. رسانه‌ها از این نوشتند که باراک اوباما او را برای این تصمیم قانع کرد. نتیجتاً، بایدن به تنها کاندید باقی مانده و نامزد مقدر حزب تبدیل شد و اوباما، سندرز و وارن از او حمایت کردند. او در ۵ ژوئن ۲۰۲۰ آرای کافی برای تبدیل شدن به نامزد نهایی حزب دموکرات را به دست آورد. بایدن و سندرز «گروه ویژه اتحاد بایدن-سندرز» را به وجود آوردند تا اختلافات در حزب را از بین ببرند.

#### نامزد نهایی
| نامزدهای حزب دموکرات برای انتخابات ۲۰۲۰                      | نامزدهای حزب دموکرات برای انتخابات ۲۰۲۰ |
| جو بایدن                                                     | کامالا هریس                             |
| ------------------------------------------------------------ | --------------------------------------- |
| رئیس‌جمهور                                                    | معاون رئیس‌جمهور                         |
|                                                              |                                         |
| چهل و هفتمین معاون رئیس‌جمهور ایالات متحده آمریکا (۲۰۰۹–۲۰۱۷) | سناتور از کالیفرنیا (۲۰۱۷–۲۰۲۱)         |
|                                                              |                                         |

#### نامزدها
فهرست نامزدهایی که الف) معاون رئیس‌جمهور، عضو کابینه، سناتور، نماینده مجلس نمایندگان یا فرماندار بوده‌اند، ب) حداقل پنج نظرسنجی در سطح ملی از آن‌ها نام برده شد یا ج) توجه رسانه‌ها را جلب کردند.

| نامزدها در این جدول بر اساس تاریخ انصراف مرتب شده‌اند                                                    |                                                                         | |                                                                           |                                                                            | |                                                                                             |
| برنی سندرز                                                                                              | تولسی گبرد                                                              | الیزابت وارن | مایکل بلومبرگ                                                             | ایمی کلوبشار                                                               | پیت بودجج | تام استایر                                                                                  |
| |                                                                         | |                                                                           |                                                                            | |                                                                                             |
| سناتور از ورمانت (۲۰۰۷–تاکنون) نماینده مجلس نمایندگان از حوزه انتخابیه کلی ورمانت (۱۹۹۱–۲۰۰۷)           | نماینده مجلس نمایندگان از حوزه انتخابیه دوم هاوایی (۲۰۱۳–تاکنون)        | سناتور از ماساچوست (۲۰۱۳–تاکنون) | شهردار نیویورک (۲۰۰۲–۲۰۱۳) مدیر عامل اجرایی بلومبرگ ال.پی.                | سناتور از مینه‌سوتا (۲۰۰۷–تاکنون)                                           | شهردار ساوت بند، ایندیانا (۲۰۱۲–۲۰۲۰)                                                                                    | مدیر صندوق پوشش ریسک مؤسس Farallon Capital و Beneficial State Bank                          |
| |                                                                         | |                                                                           |                                                                            | |                                                                                             |
| کمپین                                                                                                   | کمپین                                                                   | کمپین | کمپین                                                                     | کمپین                                                                      | کمپین | کمپین                                                                                       |
| انصراف در: ۸ آوریل ۲۰۲۰ (از بایدن حمایت کرد) ۸٬۸۲۳٬۹۳۶ رای ۱٬۰۵۱ نماینده حزبی                           | انصراف در: ۱۹ مارس ۲۰۲۰ (از بایدن حمایت کرد) ۲۳۳٬۰۷۹ رای ۲ نماینده حزبی | انصراف در: ۵ مارس ۲۰۲۰ (از بایدن حمایت کرد) ۲٬۶۶۸٬۰۵۷ رای ۵۸ نماینده حزبی                                                                                           | انصراف در: ۴ مارس ۲۰۲۰ (از بایدن حمایت کرد) ۲٬۴۳۰٬۰۶۲ رای ۴۳ نماینده حزبی | انصراف در: ۲ مارس ۲۰۲۰ (از بایدن حمایت کرد) ۵۰۱٬۳۳۲ رای ۷ نماینده حزبی     | انصراف در: ۱ مارس ۲۰۲۰ (از بایدن حمایت کرد) ۸۷۴٬۷۲۷ رای ۲۱ نماینده حزبی                                                  | انصراف در: ۲۹ فوریه ۲۰۲۰ (از بایدن حمایت کرد) ۲۵۰٬۵۱۳ رای                                   |
| دول پاتریک                                                                                              | مایکل بنت                                                               | اندرو ینگ | جان دلینی                                                                 | کوری بوکر                                                                  | ماریان ویلیامسون | هولیان کاسترو                                                                               |
| |                                                                         | |                                                                           |                                                                            | |                                                                                             |
| فرماندار ماساچوست (۲۰۰۷–۲۰۱۵)                                                                           | سناتور از کلرادو (۲۰۰۹–تاکنون)                                          | کارآفرین مؤسس Venture for America | نماینده مجلس نمایندگان از حوزه انتخابیه ششم مریلند (۲۰۱۳–۲۰۱۹)            | سناتور از نیوجرسی (۲۰۱۳–تاکنون) شهردار نیوآرک، نیوجرسی (۲۰۰۶–۲۰۱۳)         | نویسنده مؤسس Project Angel Food کنشگر سیاسی مستقل نامزد نماینده مجلس نمایندگان از حوزه انتخابیه سی‌وسوم کالیفرنیا در ۲۰۱۴ | وزیر مسکن و توسعه شهری ایالات متحده آمریکا (۲۰۱۴–۲۰۱۷) شهردار سن آنتونیو، تگزاس (۲۰۰۹–۲۰۱۴) |
| |                                                                         | |                                                                           |                                                                            | |                                                                                             |
| کمپین                                                                                                   | کمپین                                                                   | کمپین | کمپین                                                                     | کمپین                                                                      | کمپین | کمپین                                                                                       |
| انصراف در: ۱۲ فوریه ۲۰۲۰ (از بایدن حمایت کرد) ۲۰٬۷۶۱ رای                                                | انصراف در: ۱۱ فوریه ۲۰۲۰ (از بایدن حمایت کرد) ۴۳٬۶۸۲ رای                | انصراف در: ۱۱ فوریه ۲۰۲۰ (از بایدن حمایت کرد) ۱۱۹٬۸۶۲ رای | انصراف در: ۳۱ ژانویه ۲۰۲۰ (از بایدن حمایت کرد) ۱۵٬۹۸۵ رای                 | انصراف در: ۱۳ ژانویه ۲۰۲۰ (از بایدن حمایت کرد) ۳۰٬۱۹۱ رای                  | انصراف در: ۱۰ ژانویه ۲۰۲۰ (از سندرز حمایت کرد) ۲۱٬۹۹۳ رای                                                                | انصراف در: ۲ ژانویه ۲۰۲۰ (از وارن و سپس بایدن حمایت کرد) ۳۶٬۶۹۴ رای                         |
| کامالا هریس                                                                                             | استیو بولاک                                                             | جو سستک | وین مسم                                                                   | بتو اورورک                                                                 | تیم راین | بیل دی بلازیو                                                                               |
| |                                                                         | |                                                                           |                                                                            | |                                                                                             |
| سناتور از کالیفرنیا (۲۰۱۷–تاکنون) دادستان کل کالیفرنیا (۲۰۱۱–۲۰۱۷)                                      | فرماندار مونتانا (۲۰۱۳–تاکنون) دادستان کل مونتانا (۲۰۰۹–۲۰۱۳)           | نماینده مجلس نمایندگان از حوزه انتخابیه هفتم پنسیلوانیا (۲۰۰۷–۲۰۱۱) دریابد دوم سابق نیروی دریایی ایالات متحده آمریکا                                                | شهردار میرامار، فلوریدا (۲۰۱۵–تاکنون)                                     | نماینده مجلس نمایندگان از حوزه انتخابیه شانزدهم تگزاس (۲۰۱۳–۲۰۱۹)          | نماینده مجلس نمایندگان از حوزه انتخابیه سیزدهم اوهایو (۲۰۱۳–تاکنون) نماینده مجلس نمایندگان از OH-17 (۲۰۰۳–۲۰۱۳)          | شهردار نیویورک (۲۰۱۴–تاکنون)                                                                |
| |                                                                         | — |                                                                           |                                                                            | |                                                                                             |
| کمپین                                                                                                   | کمپین                                                                   | کمپین | کمپین                                                                     | کمپین                                                                      | کمپین | کمپین                                                                                       |
| انصراف در: ۳ دسامبر ۲۰۱۹ (از بایدن حمایت کرد) ۸۴۴ رای                                                   | انصراف در: ۲ دسامبر ۲۰۱۹ ۵۴۹ رای                                        | انصراف در: ۱ دسامبر ۲۰۱۹ (از کلوبشار حمایت کرد) ۵٬۲۵۱ رای | انصراف در: ۱۹ نوامبر ۲۰۱۹ ۰ رای                                           | انصراف در: ۱ نوامبر ۲۰۱۹ (از بایدن حمایت کرد) ۱ رای                        | انصراف در: ۲۴ اکتبر ۲۰۱۹ (از بایدن حمایت کرد) ۰ رای                                                                      | انصراف در: ۲۰ سپتامبر ۲۰۱۹ (از سندرز حمایت کرد) ۰ رای                                       |
| کرستن جیلیبرند                                                                                          | ست مولتن                                                                | جی اینسلی | جان هیکنلوپر                                                              | مایک گریول                                                                 | اریک سوآلول | ریچارد اوجدا                                                                                |
| |                                                                         | |                                                                           |                                                                            | |                                                                                             |
| سناتور از ایالت نیویورک (۲۰۰۹–تاکنون) نماینده مجلس نمایندگان از حوزه انتخابیه بیستم نیویورک (۲۰۰۷–۲۰۰۹) | نماینده مجلس نمایندگان از حوزه انتخابیه ششم ماساچوست (۲۰۱۵–تاکنون)      | فرماندار واشینگتن (۲۰۱۳–تاکنون) نماینده مجلس نمایندگان از حوزه انتخابیه اول واشینگتن (۱۹۹۹–۲۰۱۲) نماینده مجلس نمایندگان از حوزه انتخابیه چهارم واشینگتن (۱۹۹۳–۱۹۹۵) | فرماندار کلرادو (۲۰۱۱–۲۰۱۹) شهردار دنور، کلرادو (۲۰۰۳–۲۰۱۱)               | سناتور از آلاسکا (۱۹۶۹–۱۹۸۱)                                               | نماینده مجلس نمایندگان از حوزه انتخابیه پانزدهم کالیفرنیا (۲۰۱۳–تاکنون)                                                  | سناتور ایالتی ویرجینیای غربی از WV-SD07 (۲۰۱۶–۲۰۱۹)                                         |
| |                                                                         | |                                                                           |                                                                            | | —                                                                                           |
| کمپین                                                                                                   | کمپین                                                                   | کمپین | کمپین                                                                     | کمپین                                                                      | کمپین | کمپین                                                                                       |
| انصراف در: ۲۸ اوت ۲۰۱۹ (از بایدن حمایت کرد) ۰ رای                                                       | انصراف در: ۲۳ اوت ۲۰۱۹ (از بایدن حمایت کرد) ۰ رای                       | انصراف در: ۲۱ اوت ۲۰۱۹ (از بایدن حمایت کرد) ۱ رای | انصراف در: ۱۵ اوت ۲۰۱۹ (از بنت حمایت کرد) ۱ رای                           | انصراف در: ۶ اوت ۲۰۱۹ (از گبرد و سندرز و سپس هاوی هاوکینز حمایت کرد) ۰ رای | انصراف در: ۸ ژوئیه ۲۰۱۹ ۰ رای                                                                                            | انصراف در: ۲۵ ژانویه ۲۰۱۹ ۰ رای                                                             |

### حزب لیبرترین
از بین نامزدهای مطرح‌تر انتخابات مقدماتی حزب لیبرترین می‌توان به ورمن سوپریم، ادم کوکش، جان مکافی و جیکوب هورن‌برگر اشاره کرد.

#### نامزد
| نامزدهای حزب لیبرترین برای انتخابات ۲۰۲۰ | نامزدهای حزب لیبرترین برای انتخابات ۲۰۲۰ |
| جو جورگنسن                               | اسپایک کوهن                              |
| ---------------------------------------- | ---------------------------------------- |
| رئیس‌جمهور                                | معاون رئیس‌جمهور                          |
|                                          |                                          |
| مربی ارشد دانشگاه کلمسون                 | پادکستر و تاجر                           |
|                                          |                                          |

### حزب سبز
در انتخابات مقدماتی حزب سبز ایالات متحده آمریکا حدود ۸ نفر برای ریاست‌جمهوری نامزد شدند که اصلی‌ترین آن‌ها هاوی هاوکینز از بنیانگذاران حزب سبز و داریو هانتر بودند.

#### نامزد
| نامزدهای حزب سبز برای انتخابات ۲۰۲۰ | نامزدهای حزب سبز برای انتخابات ۲۰۲۰ |
| هاوی هاوکینز                        | آنجلا واکر                          |
| ----------------------------------- | ----------------------------------- |
| رئیس‌جمهور                           | معاون رئیس‌جمهور                     |
|                                     |                                     |
| از مؤسسان حزب سبز                   | از قانون‌گذاران ATU (۲۰۱۱–۲۰۱۳)      |
|                                     |                                     |

### دیگر نامزدها
نامزدهای مستقل یا عضو احزاب کوچک نیز در این انتخابات نام‌نویسی کرده‌اند که از جمله آنان گلوریا لا ریوا (نویسنده و کنشگر)، راکی دا لا فوئنته (بیزینس‌من و نامزد همیشگی)، دو لانکشیپ (بیزینس‌من)، بروک پیرس (کارآفرین)، کانیه وست (رپر) و بریان کارول (آموزگار) هستند.

## کنوانسیون‌های حزبی
کنوانسیون ملی ۲۰۲۰ حزب دموکرات ابتدا قرار بود در میلواکی، ویسکانسین به تاریخ ۱۳ تا ۱۶ ژوئیه برگزار شود اما در اثر پیامدهای شیوع ویروس کرونا، به ۱۷ تا ۲۰ اگوست عقب انداخته شد. در ۲۴ ژوئیه ۲۰۲۰، اعلام شد کنوانسیون حزب دموکرات به صورت تلفیقی از یک کنوانسیون مجازی و حضوری برگزار خواهد شد و تعدادی از نمایندگان حزبی به صورت حضوری در محل کنوانسیون حاضر خواهند شد.
کنوانسیون ملی ۲۰۲۰ حزب جمهوری‌خواه به تاریخ ۲۴ اوت ۲۰۲۰ در شارلوت، کارولینای شمالی برگزار شد؛ نتیجتاً، برای اولین بار از سال ۱۸۶۴ کنوانسیون یک حزب بزرگ در آمریکا تنها یک روز طول کشید. برنامه اصلی قرار بود مانند حزب دموکرات ۳ روز طول بکشد، اما به دلیل اصرار ایالت کارولینای شمالی مبنی بر رعایت قوانین فاصله‌گذاری اجتماعی، مجل انجام سخنرانی‌ها و جشن‌ها (اما نه برنامه اصلی) را به جکسون‌ویل، فلوریدا منتقل کردند اما چون وضعیت کرونا در فلوریدا وخیم شد، دوباره آن‌ها را به شارلوت بازگرداندند تا به صورت محدود برگزار شود.
حزب لیبرترین هم برنامه داشت کنوانسیون ملی ۲۰۲۰ خود را در آستین، تگزاس به تاریخ ۲۲ تا ۲۵ مه برگزار کند اما در ۲۶ آوریل به دلیل محدودیت‌های اعمال شده جهت جلوگیری از شیوع بیشتر کرونا در آستین، خبر از لغو آن دادند. در آخر تصمیم گرفته شد حزب لیبرترین دو کنوانسیون، یکی آنلاین و دیگری حضوری، برگزار کند. نامزد ریاست‌جمهوری و معاون ریاست‌جمهوری در کنوانسیون آنلاین در روزهای ۲۲ تا ۲۴ مه انتخاب شد. حزب سبز قرار بود کنوانسیون ملی خود را از ۹ تا ۱۲ ژوئیه در دیترویت، میشیگان کند اما به دلیل شیوع کرونا قرار شد در همان تاریخ به صورت آنلاین صورت یابد.

## مناظره‌ها
در ۱۱ اکتبر ۲۰۱۹، کمیسیون مناظره‌های انتخاباتی اعلام کرد در پاییز سال ۲۰۲۰ سه مناظره انتخاباتی میان کاندیدهای ریاست جمهوری برگزار خواهد شد. اولین مناظره به تاریخ ۲۹ سپتامبر در کلیولند برگزار شد و میزبانی آن برعهده دانشگاه کیس وسترن رزرو و کلینیک کلیولند بود. ابتدا برنامه از این قرار بود که این مناظره در نوتردام در ایندیانا برگزار شود و میزبانی آن به دانشگاه نوتردام سپرده شود اما دانشگاه مذکور به دلیل شیوع کروناویروس از برگزاری آن صرف نظر کرد. نظرسنجی‌ها نشان داد که اکثر بینندگان بایدن را پیروز این مناظره به حساب آوردند و دیدگاه اقلیتی هم وجود دارد مبنی بر اینکه می‌توان مناظره اول را یک مساوی بین دو کاندیدا برشمرد. لحظه کلیدی مناظره اول که نظرات بسیاری را جلب کرد، زمانی بود که ترامپ حاضر نشد گروه پسران مغرور، یک گروه فاشیستی خشونت‌طلب که معتقد به برتری نژاد سفیدپوست است، را محکوم کند و در عوض به آن‌ها گفت «پسران مغرور، عقب بایستید و آماده باشید.»
مقرر بود دومین مناظره به تاریخ ۱۵ اکتبر در مرکز هنرهای نمایشی ادرین آرشت در میامی برگزار شود اما چون ترامپ نپذیرفت در مناظره مجازی حاضر شود، لغو شد. سومین به تاریخ ۲۲ اکتبر در دانشگاه بلمونتِ نشویل برگزار شد. دانشگاه میشیگان در ان آربر اولین میزبان مقرر مناظره دوم بود اما آن دانشگاه در ژوئن اعلام کرد از میزبانی این مناظره انصراف می‌دهد و دلیل این انصراف نگرانی‌های مربوط به شیوع بیشتر ویروس کرونا گزارش شده‌است. مناظره میان نامزدهای معاونت ریاست جمهوری، مایک پنس و کامالا هریس، هم به تاریخ هفتم اکتبر ۲۰۲۰ در دانشگاه یوتا در سالت‌لیک‌سیتی برگزار شد.

## نتایج

### جدول نامزدها
| نامزد انتخاباتی      | حزب                      | ایالت                | آرای مردمی           | آرای مردمی           | رای الکترال | جفت انتخاباتی             | ایالت جفت انتخاباتی | رای الکترال جفت انتخاباتی |
| نامزد انتخاباتی      | حزب                      | ایالت                | شمار                 | درصد                 | رای الکترال | جفت انتخاباتی             | ایالت جفت انتخاباتی | رای الکترال جفت انتخاباتی |
| -------------------- | ------------------------ | -------------------- | -------------------- | -------------------- | ----------- | ------------------------- | ------------------- | ------------------------- |
| جو بایدن             | حزب دموکرات              | دلاور                | ۸۱٬۲۸۳٬۴۹۵           | ۵۱/۴٪                | ۳۰۶         | کامالا هریس               | کالیفرنیا           | ۳۰۶                       |
| دونالد ترامپ         | حزب جمهوری‌خواه           | فلوریدا              | ۷۴٬۲۲۳٬۷۵۵           | ۴۶/۹٪                | ۲۳۲         | مایک پنس                  | ایندیانا            | ۲۳۲                       |
| جو جورگنسن           | حزب لیبرترین             | کارولینای جنوبی      | ۱٬۸۶۵٬۸۷۳            | ۱/۲٪                 | ۰           | اسپایک کوهن               | کارولینای جنوبی     | ۰                         |
| هووی هاوکینز         | حزب سبز                  | نیویورک              | ۳۹۹٬۱۱۶              | ۰/۳٪                 | ۰           | آنجلا نیکول واکر          | کارولینای جنوبی     | ۰                         |
| گلوریا لا ریوا       | حزب سوسیالیسم و آزادسازی | کالیفرنیا            | ۰                    |                      |             | سونیل فریمن               | واشینگتن، دی.سی.    |                           |
| راکی دا لا فوئنته    | حزب اتحاد                | فلوریدا              | ۰                    |                      |             | دارسی ریچاردسون کانیه وست | فلوریدا ایلینوی     |                           |
| دون بلنکشیپ          | حزب قانون اساسی          | ویرجینیای غربی       | ۰                    |                      |             | ویلیام مور                | میشیگان             |                           |
| بروک پیرس            | مستقل                    | پورتوریکو            | ۰                    |                      |             | کارلا بالارد              | پنسیلوانیا          |                           |
| کانیه وست            | حزب جشن تولد             | ایلینوی              | ۰                    |                      |             | میشل تیدبال               | وایومینگ            |                           |
| برایان کارول         | حزب همبستگی آمریکا       | کالیفرنیا            | ۰                    |                      |             | عامر پاتل                 | ایلینوی             |                           |
| آلیسون کندی          | حزب کارگران سوسیالیست    | تگزاس                | ۰                    |                      |             | مالکوم جرت                | پنسیلوانیا          |                           |
| بیل هامونس           | حزب اتحاد                | آریزونا              | ۰                    |                      |             | اریک بودنستاب             | کلرادو              |                           |
| فیل کالینز           | حزب ممنوعیت              | نوادا                | ۰                    |                      |             | بیلی جو پارکر             | جورجیا              |                           |
| داریو هانتر          | حزب مترقی                | اوهایو               | ۰                    |                      |             | داون نپتون آدامز          | مین                 |                           |
| جید سیمونس           | مستقل                    | تگزاس                | ۰                    |                      |             | کلودیلیا جی. روز          | {{{vp_state}}}      |                           |
| جروم سگال            | نان و رزها               | مریلند               | ۰                    |                      |             | جان دو گراف               | واشینگتن            |                           |
| بلیک هوبر            | حزب تأیید رای‌دهی         | کلرادو               | ۰                    |                      |             | فرانک آتوود               | کلرادو              |                           |
| مارک چارلز           | مستقل                    | واشینگتن، دی.سی.     | ۰                    |                      |             | آدرین والاس               | کالیفرنیا           |                           |
| جوزف کیشور           | حزب برابری سوسیالیستی    | میشیگان              | ۰                    |                      |             | نوریسا سنتا کروز          | کالیفرنیا           |                           |
| دیگر                 | دیگر                     | دیگر                 |                      |                      | —           | دیگر                      | دیگر                | —                         |
| مجموع                | مجموع                    | مجموع                |                      | ۱۰۰٪                 | ۵۳۸         |                           |                     | ۵۳۸                       |
| موردنیاز برای پیروزی | موردنیاز برای پیروزی     | موردنیاز برای پیروزی | موردنیاز برای پیروزی | موردنیاز برای پیروزی | ۲۷۰         |                           |                     | ۲۷۰                       |

### نتایج بر پایه ایالت
| ۳۰۶   | ۲۳۲   |
| بایدن | ترامپ |

| ایالت‌هایی که به جو بایدن/کامالا هریس رای داده‌اند  |                                         |
| ایالت‌هایی که به دونالد ترامپ/مایک پنس رای داده‌اند |                                         |
| EV                                                | آرای الکترال                            |
| †                                                 | ایالاتی که آرای الکترال را تقسیم می‌کنند |

| ایالت یا ناحیه    | جو بایدن دموکرات   | جو بایدن دموکرات   | جو بایدن دموکرات   | دونالد ترامپ جمهوری‌خواه | دونالد ترامپ جمهوری‌خواه | دونالد ترامپ جمهوری‌خواه | جو جورگنسن لیبرترین   | جو جورگنسن لیبرترین   | جو جورگنسن لیبرترین   | هووی هاوکینز سبز  | هووی هاوکینز سبز  | هووی هاوکینز سبز  | دیگر    | دیگر    | دیگر    | تفاوت آرا | تفاوت آرا | نسبت به دوره قبل       | مجموع آرا   |
| ایالت یا ناحیه    | آرا                | ٪                  | الکترال            | آرا                     | ٪                       | الکترال                 | آرا                   | ٪                     | الکترال               | آرا               | ٪                 | الکترال           | آرا     | ٪       | الکترال | آرا       | ٪         | ٪                      | مجموع آرا   |
| ----------------- | ------------------ | ------------------ | ------------------ | ----------------------- | ----------------------- | ----------------------- | --------------------- | --------------------- | --------------------- | ----------------- | ----------------- | ----------------- | ------- | ------- | ------- | --------- | --------- | ---------------------- | ----------- |
| آلاباما           | ۸۴۹٬۶۲۴            | ۳۶٫۵۷٪             | –                  | ۱٬۴۴۱٬۱۷۰               | ۶۲٫۰۳٪                  | ۹                       | ۲۵٬۱۷۶                | ۱٫۰۸٪                 | –                     | [ ث ]             | [ ث ]             | –                 | ۷٬۳۱۲   | ۰٫۳۱٪   | –       | −۵۹۱٬۵۴۶  | −۲۵٫۴۶٪   | ۲٫۲۷٪                  | ۲٬۳۲۳٬۲۸۲   |
| آلاسکا            | ۱۵۳٬۷۷۸            | ۴۲٫۷۷٪             | –                  | ۱۸۹٬۹۵۱                 | ۵۲٫۸۳٪                  | ۳                       | ۸٬۸۹۷                 | ۲٫۴۷٪                 | –                     | –                 | ۶٬۹۰۴             | ۱٫۹۲٪             | –       | −۳۶٬۱۷۳ | −۱۰٫۰۶٪ | ۴٫۶۷٪     | ۳۵۹٬۵۳۰   |                        |             |
| آریزونا           | ۱٬۶۷۲٬۱۴۳          | ۴۹٫۳۶٪             | ۱۱                 | ۱٬۶۶۱٬۶۸۶               | ۴۹٫۰۶٪                  | –                       | ۵۱٬۴۶۵                | ۱٫۵۲٪                 | –                     | ۱٬۵۵۷             | ۰٫۰۵٪             | –                 | ۴۷۵     | ۰٫۰۱٪   | –       | ۱۰٬۴۵۷    | ۰٫۳۱٪     | ۳٫۸۱٪                  | ۳٬۳۸۷٬۳۲۶   |
| آرکانزاس          | ۴۲۳٬۹۳۲            | ۳۴٫۷۸٪             | –                  | ۷۶۰٬۶۴۷                 | ۶۲٫۴۰٪                  | ۶                       | ۱۳٬۱۳۳                | ۱٫۰۸٪                 | –                     | ۲٬۹۸۰             | ۰٫۲۴٪             | –                 | ۱۸٬۳۷۷  | ۱٫۵۱٪   | –       | −۳۳۶٬۷۱۵  | −۲۷٫۶۲٪   | −۰٫۷۰٪                 | ۱٬۲۱۹٬۰۶۹   |
| کالیفرنیا         | ۱۱٬۱۱۰٬۲۵۰         | ۶۳٫۴۸٪             | ۵۵                 | ۶٬۰۰۶٬۴۲۹               | ۳۴٫۳۲٪                  | –                       | ۱۸۷٬۸۹۵               | ۱٫۰۷٪                 | –                     | ۸۱٬۰۲۹            | ۰٫۴۶٪             | –                 | ۱۱۵٬۲۷۸ | ۰٫۶۶٪   | –       | ۵٬۱۰۳٬۸۲۱ | ۲۹٫۱۶٪    | −۰٫۹۵٪                 | ۱۷٬۵۰۰٬۸۸۱  |
| کلرادو            | ۱٬۸۰۴٬۳۵۲          | ۵۵٫۴۰٪             | ۹                  | ۱٬۳۶۴٬۶۰۷               | ۴۱٫۹۰٪                  | –                       | ۵۲٬۴۶۰                | ۱٫۶۱٪                 | –                     | ۸٬۹۸۶             | ۰٫۲۸٪             | –                 | ۲۶٬۵۷۵  | ۰٫۸۲٪   | –       | ۴۳۹٬۷۴۵   | ۱۳٫۵۰٪    | ۸٫۵۹٪                  | ۳٬۲۵۶٬۹۸۰   |
| کنتیکت            | ۱٬۰۸۰٬۸۳۱          | ۵۹٫۲۶٪             | ۷                  | ۷۱۴٬۷۱۷                 | ۳۹٫۱۹٪                  | –                       | ۲۰٬۲۳۰                | ۱٫۱۱٪                 | –                     | ۷٬۵۳۸             | ۰٫۴۱٪             | –                 | ۵۴۱     | ۰٫۰۳٪   | –       | ۳۶۶٬۱۱۴   | ۲۰٫۰۷٪    | ۶٫۴۳٪                  | ۱٬۸۲۳٬۸۵۷   |
| دلاور             | ۲۹۶٬۲۶۸            | ۵۸٫۷۴٪             | ۳                  | ۲۰۰٬۶۰۳                 | ۳۹٫۷۷٪                  | –                       | ۵٬۰۰۰                 | ۰٫۹۹٪                 | –                     | ۲٬۱۳۹             | ۰٫۴۲٪             | –                 | ۳۳۶     | ۰٫۰۷٪   | –       | ۹۵٬۶۶۵    | ۱۸٫۹۷٪    | ۷٫۶۰٪                  | ۵۰۴٬۳۴۶     |
| دی.سی.            | ۳۱۷٬۳۲۳            | ۹۲٫۱۵٪             | ۳                  | ۱۸٬۵۸۶                  | ۵٫۴۰٪                   | –                       | ۲٬۰۳۶                 | ۰٫۵۹٪                 | –                     | ۱٬۷۲۶             | ۰٫۵۰٪             | –                 | ۴٬۶۸۵   | ۱٫۳۶٪   | –       | ۲۹۸٬۷۳۷   | ۸۶٫۷۵٪    | −۰٫۰۳٪                 | ۳۴۴٬۳۵۶     |
| فلوریدا           | ۵٬۲۹۷٬۰۴۵          | ۴۷٫۸۶٪             | –                  | ۵٬۶۶۸٬۷۳۱               | ۵۱٫۲۲٪                  | ۲۹                      | ۷۰٬۳۲۴                | ۰٫۶۴٪                 | –                     | ۱۴٬۷۲۱            | ۰٫۱۳٪             | –                 | ۱۶٬۶۳۵  | ۰٫۱۵٪   | –       | −۳۷۱٬۶۸۶  | −۳٫۳۶٪    | −۲٫۱۶٪                 | ۱۱٬۰۶۷٬۴۵۶  |
| جرجیا             | ۲٬۴۷۳٬۶۳۳          | ۴۹٫۴۷٪             | ۱۶                 | ۲٬۴۶۱٬۸۵۴               | ۴۹٫۲۴٪                  | –                       | ۶۲٬۲۲۹                | ۱٫۲۴٪                 | –                     | ۱٬۰۱۳             | ۰٫۰۲٪             | –                 | ۱٬۲۳۱   | ۰٫۰۲٪   | –       | ۱۱٬۷۷۹    | ۰٫۲۴٪     | ۵٫۳۷٪                  | ۴٬۹۹۹٬۹۶۰   |
| هاوایی            | ۳۶۶٬۱۳۰            | ۶۳٫۷۳٪             | ۴                  | ۱۹۶٬۸۶۴                 | ۳۴٫۲۷٪                  | –                       | ۵٬۵۳۹                 | ۰٫۹۶٪                 | –                     | ۳٬۸۲۲             | ۰٫۶۷٪             | –                 | ۲٬۱۱۴   | ۰٫۳۷٪   | –       | ۱۶۹٬۲۶۶   | ۲۹٫۴۶٪    | −۲٫۷۲٪                 | ۵۷۴٬۴۶۹     |
| آیداهو            | ۲۸۷٬۰۲۱            | ۳۳٫۰۷٪             | –                  | ۵۵۴٬۱۱۹                 | ۶۳٫۸۴٪                  | ۴                       | ۱۶٬۴۰۴                | ۱٫۸۹٪                 | –                     | ۴۰۷               | ۰٫۰۵٪             | –                 | ۱۰٬۰۶۳  | ۱٫۱۶٪   | –       | −۲۶۷٬۰۹۸  | −۳۰٫۷۷٪   | ۱٫۰۰٪                  | ۸۶۸٬۰۱۴     |
| ایلینوی           | ۳٬۴۷۱٬۹۱۵          | ۵۷٫۵۴٪             | ۲۰                 | ۲٬۴۴۶٬۸۹۱               | ۴۰٫۵۵٪                  | –                       | ۶۶٬۵۴۴                | ۱٫۱۰٪                 | –                     | ۳۰٬۴۹۴            | ۰٫۵۱٪             | –                 | ۱۷٬۹۰۰  | ۰٫۳۰٪   | –       | ۱٬۰۲۵٬۰۲۴ | ۱۶٫۹۹٪    | −۰٫۰۸٪                 | ۶٬۰۳۳٬۷۴۴   |
| ایندیانا          | ۱٬۲۴۲٬۴۱۶          | ۴۰٫۹۶٪             | –                  | ۱٬۷۲۹٬۵۱۹               | ۵۷٫۰۲٪                  | ۱۱                      | ۵۹٬۲۳۲                | ۱٫۹۵٪                 | –                     | ۹۸۹               | ۰٫۰۳٪             | –                 | ۹۶۵     | ۰٫۰۳٪   | –       | −۴۸۷٬۱۰۳  | −۱۶٫۰۶٪   | ۳٫۱۱٪                  | ۳٬۰۳۳٬۱۲۱   |
| آیووا             | ۷۵۹٬۰۶۱            | ۴۴٫۸۹٪             | –                  | ۸۹۷٬۶۷۲                 | ۵۳٫۰۹٪                  | ۶                       | ۱۹٬۶۳۷                | ۱٫۱۶٪                 | –                     | ۳٬۰۷۵             | ۰٫۱۸٪             | –                 | ۱۱٬۴۲۶  | ۰٫۶۸٪   | –       | −۱۳۸٬۶۱۱  | −۸٫۲۰٪    | ۱٫۲۱٪                  | ۱٬۶۹۰٬۸۷۱   |
| کانزاس            | ۵۷۰٬۳۲۳            | ۴۱٫۵۶٪             | –                  | ۷۷۱٬۴۰۶                 | ۵۶٫۲۱٪                  | ۶                       | ۳۰٬۵۷۴                | ۲٫۲۳٪                 | –                     | 669               | 0.05%             | –                 | 1,014   | 0.07%   | –       | −۲۰۱٬۰۸۳  | −۱۴٫۶۵٪   | ۵٫۹۵٪                  | ۱٬۳۷۲٬۳۰۳   |
| کنتاکی            | ۷۷۲٬۴۷۴            | ۳۶٫۱۵٪             | –                  | ۱٬۳۲۶٬۶۴۶               | ۶۲٫۰۹٪                  | ۸                       | ۲۶٬۲۳۴                | ۱٫۲۳٪                 | –                     | ۷۱۶               | ۰٫۰۳٪             | –                 | ۱۰٬۶۹۸  | ۰٫۵۰٪   | –       | −۵۵۴٬۱۷۲  | −۲۵٫۹۴٪   | ۳٫۹۰٪                  | ۲٬۱۳۶٬۷۶۸   |
| لوئیزیانا         | ۸۵۶٬۰۳۴            | ۳۹٫۸۵٪             | –                  | ۱٬۲۵۵٬۷۷۶               | ۵۸٫۴۶٪                  | ۸                       | ۲۱٬۶۴۵                | ۱٫۰۱٪                 | –                     | –                 | –                 | –                 | ۱۴٬۶۰۷  | ۰٫۶۸٪   | –       | −۳۹۹٬۷۴۲  | −۱۸٫۶۱٪   | ۱٫۰۳٪                  | ۲٬۱۴۸٬۰۶۲   |
| مین †             | ۴۳۵٬۰۷۲            | ۵۳٫۰۹٪             | ۲                  | ۳۶۰٬۷۳۷                 | ۴۴٫۰۲٪                  | –                       | ۱۴٬۱۵۲                | ۱٫۷۳٪                 | –                     | ۸٬۲۳۰             | ۱٫۰۰٪             | –                 | ۱٬۲۷۰   | ۰٫۱۵٪   | –       | ۷۴٬۳۳۵    | ۹٫۰۷٪     | ۶٫۱۱٪                  | ۸۱۹٬۴۶۱     |
| ناحیه اول مین     | ۲۶۶٬۳۷۶            | ۶۰٫۱۱٪             | ۱                  | ۱۶۴٬۰۴۵                 | ۳۷٫۰۲٪                  | –                       | ۷٬۳۴۳                 | ۱٫۶۶٪                 | –                     | ۴٬۶۵۴             | ۱٫۰۵٪             | –                 | ۶۹۴     | ۰٫۱۶٪   | –       | ۱۰۲٬۳۳۱   | ۲۳٫۰۹٪    | ۸٫۲۸٪                  | ۴۴۳٬۱۱۲     |
| ناحیه دوم مین     | ۱۶۸٬۶۹۶            | ۴۴٫۸۲٪             | –                  | ۱۹۶٬۶۹۲                 | ۵۲٫۲۶٪                  | ۱                       | ۶٬۸۰۹                 | ۱٫۸۱٪                 | –                     | ۳٬۵۷۶             | ۰٫۹۵٪             | –                 | ۵۷۶     | ۰٫۱۵٪   | –       | −۲۷٬۹۹۶   | −۷٫۴۴٪    | ۲٫۸۵٪                  | ۳۷۶٬۳۴۹     |
| مریلند            | ۱٬۹۸۵٬۰۲۳          | ۶۵٫۳۶٪             | ۱۰                 | ۹۷۶٬۴۱۴                 | ۳۲٫۱۵٪                  | –                       | ۳۳٬۴۸۸                | ۱٫۱۰٪                 | –                     | ۱۵٬۷۹۹            | ۰٫۵۲٪             | –                 | ۲۶٬۳۰۶  | ۰٫۸۷٪   | –       | ۱٬۰۰۸٬۶۰۹ | ۳۳٫۲۱٪    | ۶٫۷۹٪                  | ۳٬۰۳۷٬۰۳۰   |
| ماساچوست          | ۲٬۳۸۲٬۲۰۲          | ۶۵٫۶۰٪             | ۱۱                 | ۱٬۱۶۷٬۲۰۲               | ۳۲٫۱۴٪                  | –                       | ۴۷٬۰۱۳                | ۱٫۲۹٪                 | –                     | ۱۸٬۶۵۸            | ۰٫۵۱٪             | –                 | ۱۶٬۳۲۷  | ۰٫۴۵٪   | –       | ۱٬۲۱۵٬۰۰۰ | ۳۳٫۴۶٪    | ۶٫۲۶٪                  | ۳٬۶۳۱٬۴۰۲   |
| میشیگان           | ۲٬۸۰۴٬۰۴۰          | ۵۰٫۶۲٪             | ۱۶                 | ۲٬۶۴۹٬۸۵۲               | ۴۷٫۸۴٪                  | –                       | ۶۰٬۳۸۱                | ۱٫۰۹٪                 | –                     | ۱۳٬۷۱۸            | ۰٫۲۵٪             | –                 | ۱۱٬۳۱۱  | ۰٫۲۰٪   | –       | ۱۵۴٬۱۸۸   | ۲٫۷۸٪     | ۳٫۰۱٪                  | ۵٬۵۳۹٬۳۰۲   |
| مینه‌سوتا          | ۱٬۷۱۷٬۰۷۷          | ۵۲٫۴۰٪             | ۱۰                 | ۱٬۴۸۴٬۰۶۵               | ۴۵٫۲۸٪                  | –                       | ۳۴٬۹۷۶                | ۱٫۰۷٪                 | –                     | ۱۰٬۰۳۳            | ۰٫۳۱٪             | –                 | ۳۱٬۰۲۰  | ۰٫۹۵٪   | –       | ۲۳۳٬۰۱۲   | ۷٫۱۱٪     | ۵٫۵۹٪                  | ۳٬۲۷۷٬۱۷۱   |
| می‌سی‌سی‌پی          | ۵۳۹٬۳۹۸            | ۴۱٫۰۶٪             | –                  | ۷۵۶٬۷۶۴                 | ۵۷٫۶۰٪                  | ۶                       | ۸٬۰۲۶                 | ۰٫۶۱٪                 | –                     | ۱٬۴۹۸             | ۰٫۱۱٪             | –                 | ۸٬۰۷۳   | ۰٫۶۱٪   | –       | −۲۱۷٬۳۶۶  | −۱۶٫۵۵٪   | ۱٫۲۸٪                  | ۱٬۳۱۳٬۷۵۹   |
| میزوری            | ۱٬۲۵۳٬۰۱۴          | ۴۱٫۴۱٪             | –                  | ۱٬۷۱۸٬۷۳۶               | ۵۶٫۸۰٪                  | ۱۰                      | ۴۱٬۲۰۵                | ۱٫۳۶٪                 | –                     | ۸٬۲۸۳             | ۰٫۲۷٪             | –                 | ۴٬۷۲۴   | ۰٫۱۶٪   | –       | −۴۶۵٬۷۲۲  | −۱۵٫۳۹٪   | ۳٫۲۵٪                  | ۳٬۰۲۵٬۹۶۲   |
| مونتانا           | ۲۴۴٬۷۸۶            | ۴۰٫۵۵٪             | –                  | ۳۴۳٬۶۰۲                 | ۵۶٫۹۲٪                  | ۳                       | ۱۵٬۲۵۲                | ۲٫۵۳٪                 | –                     | –                 | –                 | –                 | ۳۴      | ۰٫۰۱٪   | –       | −۹۸٬۸۱۶   | −۱۶٫۳۷٪   | ۴٫۰۵٪                  | ۶۰۳٬۶۷۴     |
| نبراسکا †         | ۳۷۴٬۵۸۳            | ۳۹٫۱۷٪             | –                  | ۵۵۶٬۸۴۶                 | ۵۸٫۲۲٪                  | ۲                       | ۲۰٬۲۸۳                | ۲٫۱۲٪                 | –                     | [ ث ]             | [ ث ]             | –                 | ۴٬۶۷۱   | ۰٫۴۹٪   | –       | −۱۸۲٬۲۶۳  | −۱۹٫۰۶٪   | ۵٫۹۹٪                  | ۹۵۶٬۳۸۳     |
| ناحیه اول نبراسکا | ۱۳۲٬۲۶۱            | ۴۱٫۰۹٪             | –                  | ۱۸۰٬۲۹۰                 | ۵۶٫۰۱٪                  | ۱                       | ۷٬۴۹۵                 | ۲٫۳۳٪                 | –                     | [ ث ]             | [ ث ]             | –                 | ۱٬۸۴۰   | ۰٫۵۷٪   | –       | −۴۸٬۰۲۹   | −۱۴٫۹۲٪   | ۵٫۸۰٪                  | ۳۲۱٬۸۸۶     |
| ناحیه دوم نبراسکا | ۱۷۶٬۴۶۸            | ۵۱٫۹۵٪             | ۱                  | ۱۵۴٬۳۷۷                 | ۴۵٫۴۵٪                  | –                       | ۶٬۹۰۹                 | ۲٫۰۳٪                 | –                     | [ ث ]             | [ ث ]             | –                 | ۱٬۹۱۲   | ۰٫۵۶٪   | –       | ۲۲٬۰۹۱    | ۶٫۵۰٪     | ۸٫۷۴٪                  | ۳۳۹٬۶۶۶     |
| ناحیه سوم نبراسکا | ۶۵٬۸۵۴             | ۲۲٫۳۴٪             | –                  | ۲۲۲٬۱۷۹                 | ۷۵٫۳۶٪                  | ۱                       | ۵٬۸۷۹                 | ۱٫۹۹٪                 | –                     | [ ث ]             | [ ث ]             | –                 | ۹۱۹     | ۰٫۳۱٪   | –       | −۱۵۶٬۳۲۵  | −۵۳٫۰۲٪   | ۱٫۱۷٪                  | ۲۹۴٬۸۳۱     |
| نوادا             | ۷۰۳٬۴۸۶            | ۵۰٫۰۶٪             | ۶                  | ۶۶۹٬۸۹۰                 | ۴۷٫۶۷٪                  | –                       | ۱۴٬۷۸۳                | ۱٫۰۵٪                 | –                     | –                 | –                 | –                 | ۱۷٬۲۱۷  | ۱٫۲۳٪   | –       | ۳۳٬۵۹۶    | ۲٫۳۹٪     | −۰٫۰۳٪                 | ۱٬۴۰۵٬۳۷۶   |
| نیوهمپشایر        | ۴۲۴٬۹۳۷            | ۵۲٫۷۱٪             | ۴                  | ۳۶۵٬۶۶۰                 | ۴۵٫۳۶٪                  | –                       | ۱۳٬۲۳۶                | ۱٫۶۴٪                 | –                     | ۲۱۷               | ۰٫۰۳٪             | –                 | ۲٬۱۵۵   | ۰٫۲۷٪   | –       | ۵۹٬۲۷۷    | ۷٫۳۵٪     | ۶٫۹۸٪                  | ۸۰۶٬۲۰۵     |
| نیوجرسی           | ۲٬۶۰۸٬۳۳۵          | ۵۷٫۳۳٪             | ۱۴                 | ۱٬۸۸۳٬۲۷۴               | ۴۱٫۴۰٪                  | –                       | ۳۱٬۶۷۷                | ۰٫۷۰٪                 | –                     | ۱۴٬۲۰۲            | ۰٫۳۱٪             | –                 | ۱۱٬۸۶۵  | ۰٫۲۶٪   | –       | ۷۲۵٬۰۶۱   | ۱۵٫۹۴٪    | ۱٫۸۴٪                  | ۴٬۵۴۹٬۳۵۳   |
| نیومکزیکو         | ۵۰۱٬۶۱۴            | ۵۴٫۲۹٪             | ۵                  | ۴۰۱٬۸۹۴                 | ۴۳٫۵۰٪                  | –                       | ۱۲٬۵۸۵                | ۱٫۳۶٪                 | –                     | ۴٬۴۲۶             | ۰٫۴۸٪             | –                 | ۳٬۴۴۶   | ۰٫۳۷٪   | –       | ۹۹٬۷۲۰    | ۱۰٫۷۹٪    | ۲٫۵۸٪                  | ۹۲۳٬۹۶۵     |
| نیویورک           | ۵٬۲۳۰٬۹۸۵          | ۶۰٫۸۶٪             | ۲۹                 | ۳٬۲۴۴٬۷۹۸               | ۳۷٫۷۵٪                  | –                       | ۶۰٬۲۳۴                | ۰٫۷۰٪                 | –                     | ۳۲٬۷۵۳            | ۰٫۳۸٪             | –                 | ۲۶٬۰۵۶  | ۰٫۳۰٪   | –       | ۱٬۹۸۶٬۱۸۷ | ۲۳٫۱۱٪    | ۰٫۶۲٪                  | ۸٬۵۹۴٬۸۲۶   |
| کارولینای شمالی   | ۲٬۶۸۴٬۲۹۲          | ۴۸٫۵۹٪             | –                  | ۲٬۷۵۸٬۷۷۵               | ۴۹٫۹۳٪                  | ۱۵                      | ۴۸٬۶۷۸                | ۰٫۸۸٪                 | –                     | ۱۲٬۱۹۵            | ۰٫۲۲٪             | –                 | ۲۰٬۸۶۴  | ۰٫۳۸٪   | –       | −۷۴٬۴۸۳   | −۱٫۳۵٪    | ۲٫۳۱٪                  | ۵٬۵۲۴٬۸۰۴   |
| داکوتای شمالی     | ۱۱۴٬۹۰۲            | ۳۱٫۷۶٪             | –                  | ۲۳۵٬۵۹۵                 | ۶۵٫۱۱٪                  | ۳                       | ۹٬۳۹۳                 | ۲٫۶۰٪                 | –                     | [ ث ]             | [ ث ]             | –                 | ۱٬۹۲۹   | ۰٫۵۳٪   | –       | −۱۲۰٬۶۹۳  | −۳۳٫۳۶٪   | ۲٫۳۷٪                  | ۳۶۱٬۸۱۹     |
| اوهایو            | ۲٬۶۷۹٬۱۶۵          | ۴۵٫۲۴٪             | –                  | ۳٬۱۵۴٬۸۳۴               | ۵۳٫۲۷٪                  | ۱۸                      | ۶۷٬۵۶۹                | ۱٫۱۴٪                 | –                     | ۱۸٬۸۱۲            | ۰٫۳۲٪             | –                 | ۱٬۸۲۲   | ۰٫۰۳٪   | –       | −۴۷۵٬۶۶۹  | −۸٫۰۳٪    | ۰٫۱۰٪                  | ۵٬۹۲۲٬۲۰۲   |
| اکلاهما           | ۵۰۳٬۸۹۰            | ۳۲٫۲۹٪             | –                  | ۱٬۰۲۰٬۲۸۰               | ۶۵٫۳۷٪                  | ۷                       | ۲۴٬۷۳۱                | ۱٫۵۸٪                 | –                     | –                 | –                 | –                 | ۱۱٬۷۹۸  | ۰٫۷۶٪   | –       | −۵۱۶٬۳۹۰  | −۳۳٫۰۹٪   | ۳٫۹۹٪                  | ۱٬۵۶۰٬۶۹۹   |
| اورگن             | ۱٬۳۴۰٬۳۸۳          | ۵۶٫۴۵٪             | ۷                  | ۹۵۸٬۴۴۸                 | ۴۰٫۳۷٪                  | –                       | ۴۱٬۵۸۲                | ۱٫۷۵٪                 | –                     | ۱۱٬۸۳۱            | ۰٫۵۰٪             | –                 | ۲۲٬۰۷۷  | ۰٫۹۳٪   | –       | ۳۸۱٬۹۳۵   | ۱۶٫۰۸٪    | ۵٫۱۰٪                  | ۲٬۳۷۴٬۳۲۱   |
| پنسیلوانیا        | ۳٬۴۵۸٬۲۲۹          | ۵۰٫۰۱٪             | ۲۰                 | ۳٬۳۷۷٬۶۷۴               | ۴۸٫۸۴٪                  | –                       | ۷۹٬۳۸۰                | ۱٫۱۵٪                 | –                     | [ چ ]             | [ چ ]             | –                 | [ چ ]   | [ چ ]   | –       | ۸۰٬۵۵۵    | ۱٫۱۶٪     | ۱٫۸۸٪                  | ۶٬۹۱۵٬۲۸۳   |
| رود آیلند         | ۳۰۷٬۴۸۶            | ۵۹٫۳۹٪             | ۴                  | ۱۹۹٬۹۲۲                 | ۳۸٫۶۱٪                  | –                       | ۵٬۰۵۳                 | ۰٫۹۸٪                 | –                     | [ ث ]             | [ ث ]             | –                 | ۵٬۲۹۶   | ۱٫۰۲٪   | –       | ۱۰۷٬۵۶۴   | ۲۰٫۷۷٪    | ۵٫۲۶٪                  | ۵۱۷٬۷۵۷     |
| کارولینای جنوبی   | ۱٬۰۹۱٬۵۴۱          | ۴۳٫۴۳٪             | –                  | ۱٬۳۸۵٬۱۰۳               | ۵۵٫۱۱٪                  | ۹                       | ۲۷٬۹۱۶                | ۱٫۱۱٪                 | –                     | ۶٬۹۰۷             | ۰٫۲۷٪             | –                 | ۱٬۸۶۲   | ۰٫۰۷٪   | –       | −۲۹۳٬۵۶۲  | −۱۱٫۶۸٪   | ۲٫۵۹٪                  | ۲٬۵۱۳٬۳۲۹   |
| داکوتای جنوبی     | ۱۵۰٬۴۷۱            | ۳۵٫۶۱٪             | –                  | ۲۶۱٬۰۴۳                 | ۶۱٫۷۷٪                  | ۳                       | ۱۱٬۰۹۵                | ۲٫۶۳٪                 | –                     | –                 | –                 | –                 | –       | –       | –       | −۱۱۰٬۵۷۲  | −۲۶٫۱۶٪   | ۳٫۶۳٪                  | ۴۲۲٬۶۰۹     |
| تنسی              | ۱٬۱۴۳٬۷۱۱          | ۳۷٫۴۵٪             | –                  | ۱٬۸۵۲٬۴۷۵               | ۶۰٫۶۶٪                  | ۱۱                      | ۲۹٬۸۷۷                | ۰٫۹۸٪                 | –                     | ۴٬۵۴۵             | ۰٫۱۵٪             | –                 | ۲۳٬۲۴۳  | ۰٫۷۶٪   | –       | −۷۰۸٬۷۶۴  | −۲۳٫۲۱٪   | ۲٫۸۰٪                  | ۳٬۰۵۳٬۸۵۱   |
| تگزاس             | ۵٬۲۵۹٬۱۲۶          | ۴۶٫۴۸٪             | –                  | ۵٬۸۹۰٬۳۴۷               | ۵۲٫۰۶٪                  | ۳۸                      | ۱۲۶٬۲۴۳               | ۱٫۱۲٪                 | –                     | ۳۳٬۳۹۶            | ۰٫۳۰٪             | –                 | ۵٬۹۴۴   | ۰٫۰۵٪   | –       | −۶۳۱٬۲۲۱  | −۵٫۵۸٪    | ۳٫۴۱٪                  | ۱۱٬۳۱۵٬۰۵۶  |
| یوتا              | ۵۶۰٬۲۸۲            | ۳۷٫۶۵٪             | –                  | ۸۶۵٬۱۴۰                 | ۵۸٫۱۳٪                  | ۶                       | ۳۸٬۴۴۷                | ۲٫۵۸٪                 | –                     | ۵٬۰۵۳             | ۰٫۳۴٪             | –                 | ۱۹٬۳۶۷  | ۱٫۳۰٪   | –       | −۳۰۴٬۸۵۸  | −۲۰٫۴۸٪   | −۲٫۴۰٪                 | ۱٬۴۸۸٬۲۸۹   |
| ورمانت            | ۲۴۲٬۸۲۰            | ۶۶٫۰۹٪             | ۳                  | ۱۱۲٬۷۰۴                 | ۳۰٫۶۷٪                  | –                       | ۳٬۶۰۸                 | ۰٫۹۸٪                 | –                     | ۱٬۳۱۰             | ۰٫۳۶٪             | –                 | ۶٬۹۸۶   | ۱٫۹۰٪   | –       | ۱۳۰٬۱۱۶   | ۳۵٫۴۱٪    | ۹٫۰۰٪                  | ۳۶۷٬۴۲۸     |
| ویرجینیا          | ۲٬۴۱۳٬۵۶۸          | ۵۴٫۱۱٪             | ۱۳                 | ۱٬۹۶۲٬۴۳۰               | ۴۴٫۰۰٪                  | –                       | ۶۴٬۷۶۱                | ۱٫۴۵٪                 | –                     | [ ث ]             | [ ث ]             | –                 | ۱۹٬۷۶۵  | ۰٫۴۴٪   | –       | ۴۵۱٬۱۳۸   | ۱۰٫۱۱٪    | ۴٫۷۹٪                  | ۴٬۴۶۰٬۵۲۴   |
| واشینگتن          | ۲٬۳۶۹٬۶۱۲          | ۵۷٫۹۷٪             | ۱۲                 | ۱٬۵۸۴٬۶۵۱               | ۳۸٫۷۷٪                  | –                       | ۸۰٬۵۰۰                | ۱٫۹۷٪                 | –                     | ۱۸٬۲۸۹            | ۰٫۴۵٪             | –                 | ۳۴٬۵۷۹  | ۰٫۸۵٪   | –       | ۷۸۴٬۹۶۱   | ۱۹٫۲۰٪    | ۳٫۴۹٪                  | ۴٬۰۸۷٬۶۳۱   |
| ویرجینیای غربی    | ۲۳۵٬۹۸۴            | ۲۹٫۶۹٪             | –                  | ۵۴۵٬۳۸۲                 | ۶۸٫۶۲٪                  | ۵                       | ۱۰٬۶۸۷                | ۱٫۳۴٪                 | –                     | ۲٬۵۹۹             | ۰٫۳۳٪             | –                 | ۷۹      | ۰٫۰۱٪   | –       | −۳۰۹٬۳۹۸  | −۳۸٫۹۳٪   | ۳٫۱۴٪                  | ۷۹۴٬۷۳۱     |
| ویسکانسین         | ۱٬۶۳۰٬۸۶۶          | ۴۹٫۴۵٪             | ۱۰                 | ۱٬۶۱۰٬۱۸۴               | ۴۸٫۸۲٪                  | –                       | ۳۸٬۴۹۱                | ۱٫۱۷٪                 | –                     | ۱٬۰۸۹             | ۰٫۰۳٪             | –                 | ۱۷٬۴۱۱  | ۰٫۵۳٪   | –       | ۲۰٬۶۸۲    | ۰٫۶۳٪     | ۱٫۴۰٪                  | ۳٬۲۹۸٬۰۴۱   |
| وایومینگ          | ۷۳٬۴۹۱             | ۲۶٫۵۵٪             | –                  | ۱۹۳٬۵۵۹                 | ۶۹٫۹۴٪                  | ۳                       | ۵٬۷۶۸                 | ۲٫۰۸٪                 | –                     | [ ث ]             | [ ث ]             | –                 | ۳٬۹۴۷   | ۱٫۴۳٪   | –       | −۱۲۰٬۰۶۸  | −۴۳٫۳۸٪   | ۲٫۹۲٪                  | ۲۷۶٬۷۶۵     |
| مجموع             | 81,268,924         | 51.31%             | 306                | 74,216,154              | 46.86%                  | 232                     | 1,865,724             | 1.18%                 | –                     | 405,035           | 0.26%             | –                 | 627,566 | 0.40%   | –       | 7,052,770 | 4.45%     | 2.35%                  | ۱۵۸٬۳۸۳٬۴۰۳ |
|                   | بایدن/هریس دموکرات | بایدن/هریس دموکرات | بایدن/هریس دموکرات | ترامپ/پنس جمهوری‌خواه    | ترامپ/پنس جمهوری‌خواه    | ترامپ/پنس جمهوری‌خواه    | جورگنسن/کوهن لیبرترین | جورگنسن/کوهن لیبرترین | جورگنسن/کوهن لیبرترین | هاوکینز/واکرز سبز | هاوکینز/واکرز سبز | هاوکینز/واکرز سبز | سایر    | سایر    | سایر    | اختلاف    | اختلاف    | تفاوت نسبت به دوره قبل | مجموع آرا   |

### روی نقشه

برندگان انتخابات بر پایه شهرستان

## واکنش‌ها
|           | جو بایدن | توییتر |
| @JoeBiden |          |        |

             من مفتخرم که مرا برای رهبری این کشور بزرگ برگزیدید. کاری که پیش روی ماست سخت خواهد بود اما من به شما این قول را می‌دهم: من رئیس‌جمهور تمام آمریکایی‌ها خواهم بود - چه به من رای داده باشید چه نه. من به اعتمادی که شما به من کردید ایمان دارم.
         

        ۷ نوامبر ۲۰۲۰

دونالد ترامپ در اولین واکنش خود طی بیانیه ای بدون ارائه شواهدی جهت تقلب گفت: «خیلی مانده تا این انتخابات تمام شود» و «ما همه می‌دانیم که جو بایدن عجله دارد که به غلط خود را برنده انتخابات جا بزند و چرا متحدان رسانه‌ای او این قدر سخت در تلاش هستند تا کمکش کنند: نمی‌خواهند واقعیت آشکار شود». او گفت که هفته آینده نتایج انتخابات را در دادگاه زیر سؤال خواهد برد.
رودی جولیانی، وکیل دونالد ترامپ گفت که چهار شاهد عینی از وجود تخلف در انتخابات دارد و به ادعای او «دادگاه می‌تواند کل انتخابات را باطل کند یا بعضی از آرای شعب خاص» و اگر آرای مشکل دار حساب نشود، نتیجه تغییر خواهد کرد.

## انتخابات مجمع گزینندگان
در ۱۴ دسامبر ۲۰۲۰، انتخابات مجمع الکترال ۲۰۲۰ برگزار شد و مجمع گزینندگان با ۳۰۶ رای الکترال به جو بایدن و ۲۳۲ رای الکترال به دونالد ترامپ نتایج انتخابات و پیروزی بایدن را مورد تأیید قرار دادند. بدین ترتیب جو بایدن به‌صورت رسمی بعنوان چهل و ششمین رئیس‌جمهور ایالات متحده آمریکا تعیین شد.

## حمله حامیان ترامپ به کاخ کنگره ایالات متحده
در پنجم و ششم ژانویه ۲۰۲۱، طرفداران دونالد ترامپ، رئیس‌جمهور ایالات متحده، در واشینگتن، دی.سی. تجمع کردند تا به نتایج انتخابات ریاست‌جمهوری ۲۰۲۰ اعتراض کرده و از درخواست ترامپ از معاون رئیس‌جمهور مایک پنس و کنگره برای رد کردن پیروزی رئیس‌جمهور منتخب جو بایدن حمایت کنند. دست کم ۱۰ نفر در جریان این اعتراضات بازداشت شده‌اند و پس از عبور معترضان از نیروهای امنیتی و ورود به مجموعه کاخ کنگره ایالات متحده، چندین ساختمان در این مجموعه تخلیه شدند. در بعدازظهر چهارشنبه، موریل باوزر، شهردار واشینگتن، دی. سی، اعلام کرد که از ساعت ۶ بعد از ظهر همان روز، در این شهر منع رفت‌وآمد برقرار خواهد بود.
ترامپ در طی سخنرانی خود به هواداران خود دستور داد تا به سمت پایتخت آمریکا بروند تا اطمینان حاصل شود که انتخابات ۲۰۲۰ منتفی است. متعاقباً گروهی طرفدار ترامپ به کنگره رفتند و سرانجام به ساختمان حمله کردند. در آن زمان کنگره در جلسه ای بود که شمارش آرا کالج انتخابات را انجام می‌داد و در مورد آن بحث می‌کرد. این جلسه به مخالفت سناتور تد کروز از تگزاس و پائول گوسار، نماینده مجلس از منطقه چهارم کنگره آریزونا، نسبت به شمارش آراء آریزونا در کالج انتخاباتی انجامید. معترضین با شکستن موانع امنیتی توانستند به کاخ کنگره آمریکا وارد شوند، و تالار سنا را اشغال کنند در حالی که نگهبانان برای جلوگیری از ورود معترضین به طبقه تالار مجلس نمایندگان اسلحه‌های مسلح را کشیدند. سپس چندین ساختمان در مجموعه کاخ کنگره آمریکا ایالات متحده تخلیه شدند و متعاقباً درب‌های ورودی ساختمان‌های مجموعه قفل شدند.
در جریان درگیری مسلحانه در اتاق‌های مجلس، یک متجاوز توسط نیروهای انتظامی در داخل کاپیتول مورد اصابت گلوله قرار گرفت و بعداً بر اثر جراحات وارده درگذشت. در نتیجه موارد اضطراری پزشکی در طول همان روز سه نفر دیگر جان خود را از دست دادند. گزارش شده‌است که سه بمب دست‌ساز کشف شده‌است: یکی در محوطه کاپیتول، یکی در دفاتر کمیته ملی جمهوری‌خواه و یکی در کمیته ملی دموکراتیک نزدیک به کاپیتول.
در اوایل بعد از ظهر ۶ ژانویه، ترامپ با وجود اینکه پنس از قدرت قانون برای رد پیروزی بایدن برخوردار نبود، پنس را نکوهش کرد که «آنچه را برای حفاظت از کشور و قانون اساسی ما باید انجام شود» انجام نداد. ساعت ۴:۲۲ بعد از ظهر به وقت ساحل شرقی، ترامپ در توییتر به طرفداران خود گفت «با آرامش به خانه بروید» در حالی که حمله کنندگان را «میهن‌پرست» و «بسیار ویژه» توصیف کرد، به آنها گفت که آنها را «دوست دارد» و ادعاهای خود را در مورد تقلب در انتخابات تکرار کرد. عصر همان روز، توئیتر دوازده ساعت قفل بر روی حساب توئیتر ترامپ گذاشت و سه توئیت او را به دلیل نقض سیاست یکپارچگی مدنی توییتر توسط ترامپ که هواداران خود را تشویق به حمله با خشونت به کنگره می‌کرد حذف کرد. در ۸ ژانویه، توئیتر حساب ترامپ را برای همیشه بست.